# Niederschöna
Niederschöna ist ein Ortsteil der Gemeinde Halsbrücke im Landkreis Mittelsachsen. Die Gemeinde Niederschöna mit ihren Ortsteilen wurde am 1. Januar 2006 nach Halsbrücke eingemeindet.

## Geografie

### Lage und Verkehr
Der Ortsteil liegt am westlichen Rand des Tharandter Waldes im Tal des Rodelandbaches, eines rechtsseitigen Nebenflusses der Bobritzsch, zirka acht Kilometer nördlich der Kreisstadt Freiberg. Durch den Ort führt die Bundesstraße 173 von Freiberg nach Dresden. Zudem ist der Ort an das Netz des öffentlichen Personennahverkehrs angeschlossen.

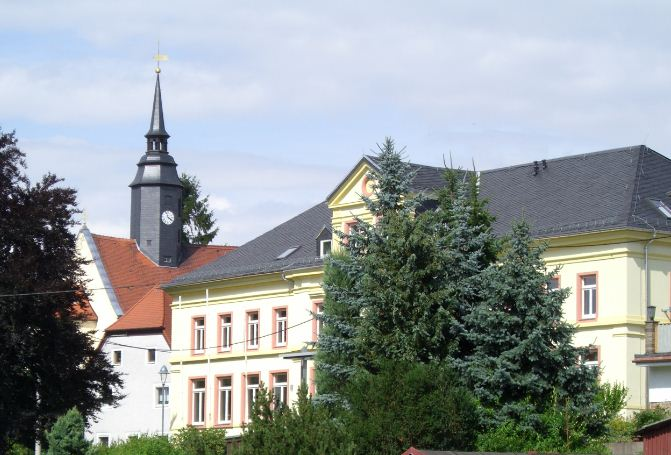
Ortskern

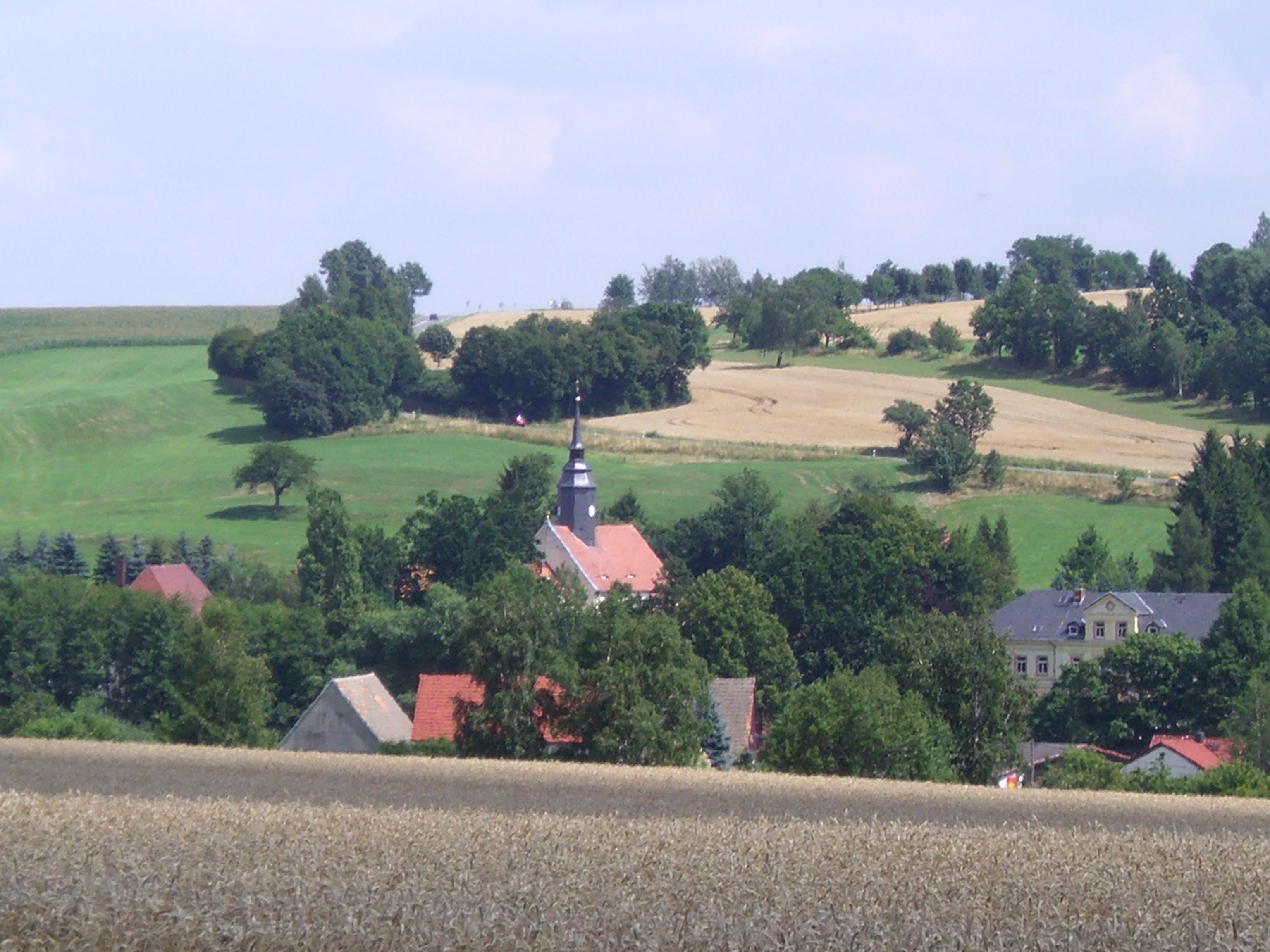
Blick von der ehemaligen Bahnstrecke nach Niederschöna

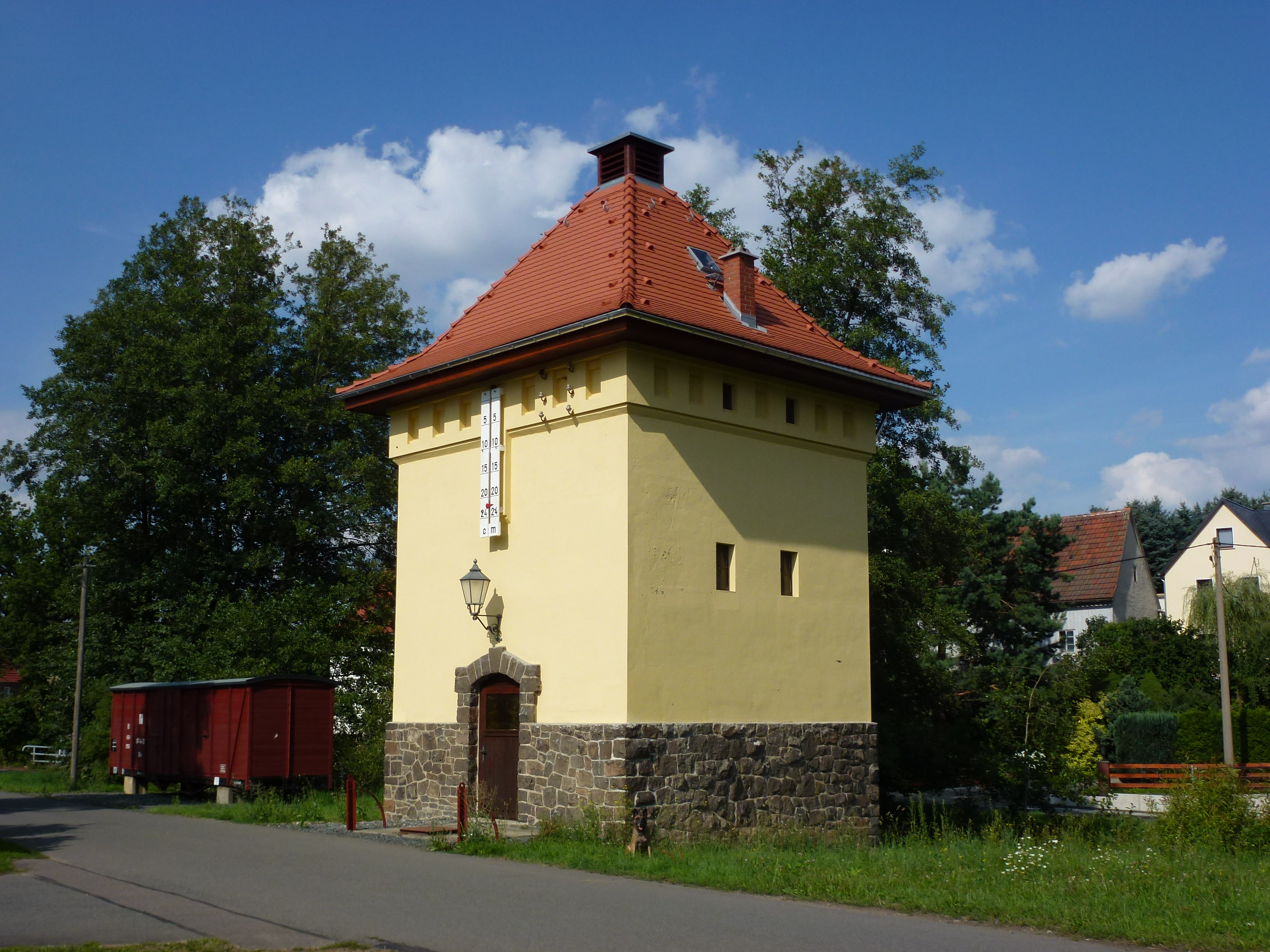
Wasserhaus und Güterwaggon im ehemaligen Bahnhofsgelände

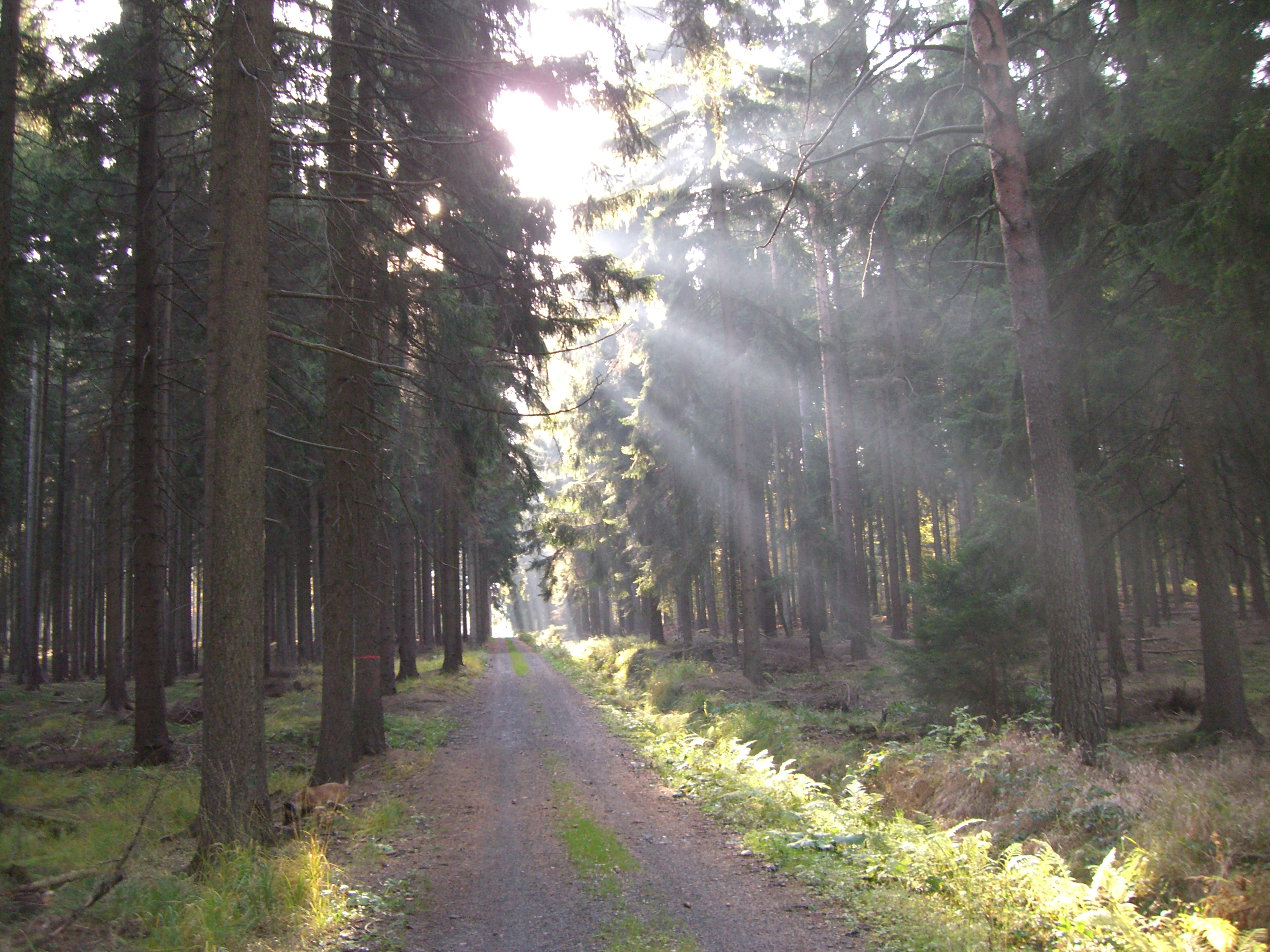
Von der Oberen Dorfstraße in den Tharandter Wald

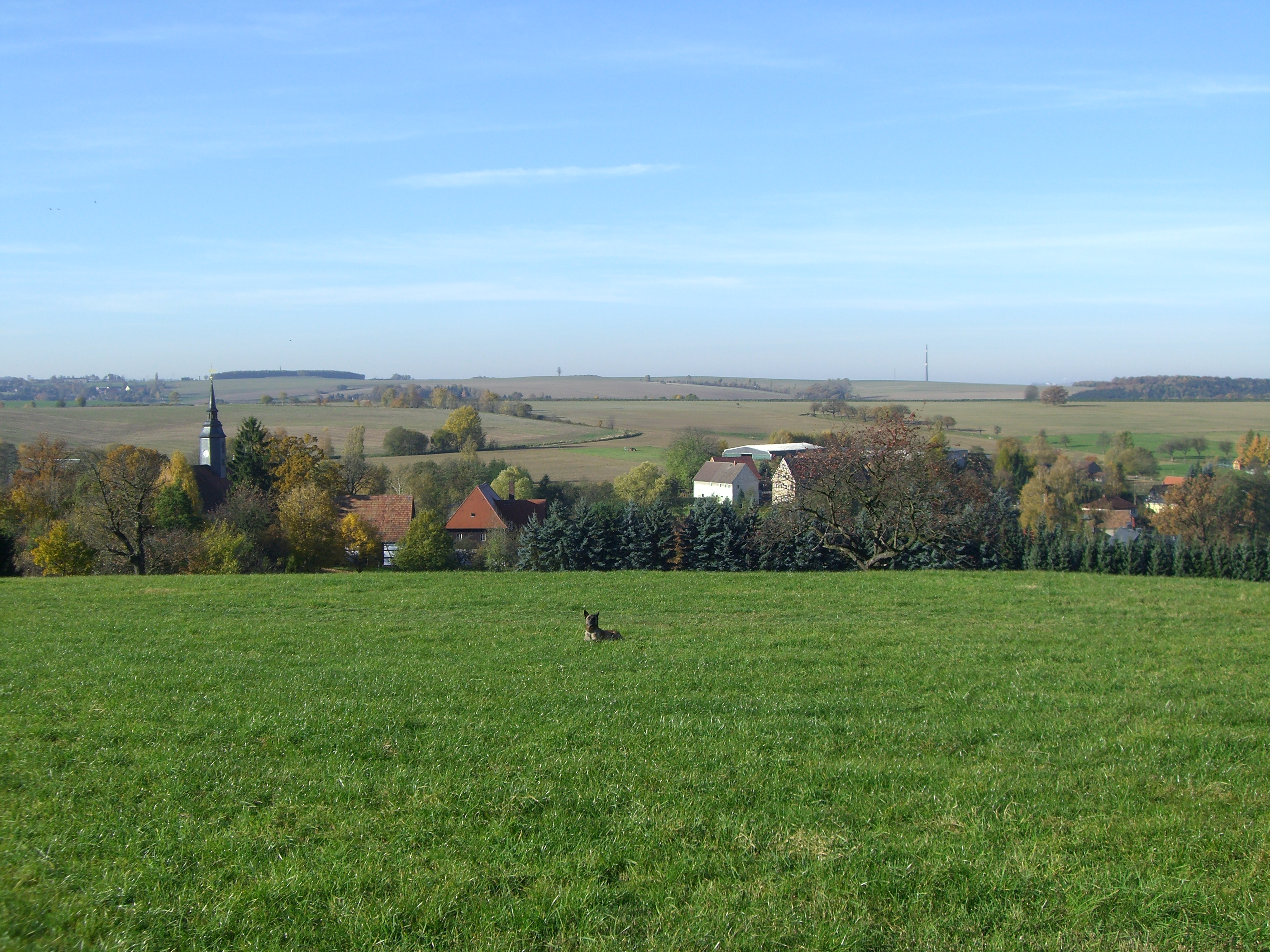
Niederschöna mit Sicht auf Falkenberg, Conradsdorf und die „Hohe Esse“ Halsbrücke

### Nachbarorte
|                    | Oberschaar                                  | Haida, Erlicht |
| Krummenhennersdorf | Kompassrose, die auf Nachbargemeinden zeigt | Hetzdorf       |
| Falkenberg         | Naundorf                                    | Grillenburg    |

## Geschichte

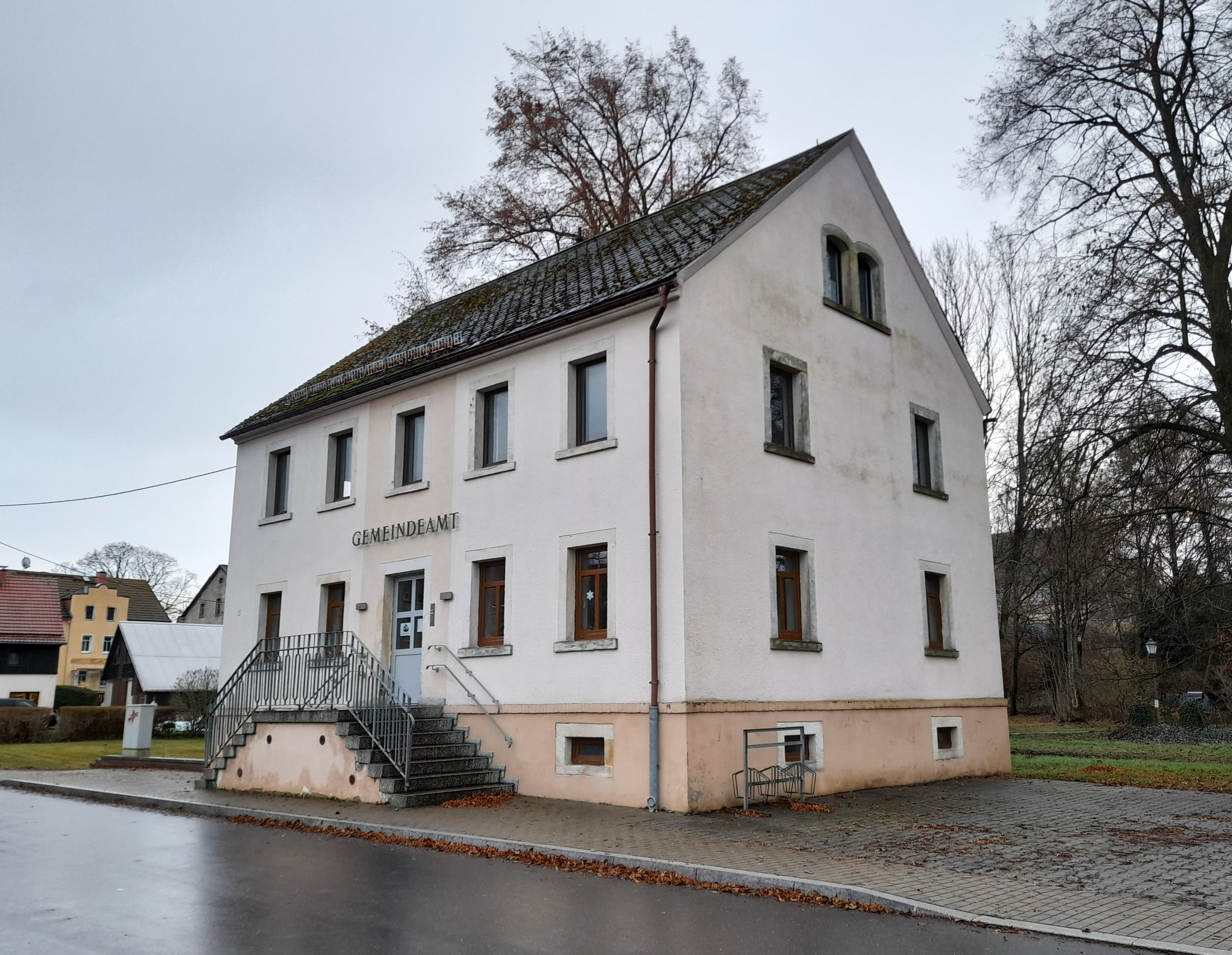
Ehemaliges Gemeindeamt Niederschöna

In den Jahren 1228–1230 wird Niederschöna als landesherrliches Dorf, verlehnt an die Familie von Mergenthal, ein meißnisch-sächsisches Adelsgeschlecht, welches durch den Freiberger Bergbau zu Ansehen und Vermögen gekommen ist, erstmals erwähnt. Der Ortsname leitet sich von der niederen schönen Aue ab (1364 Schonaw, 1427 Neder Schona, 1691 Niederschöna). Um 1350 als Allodium Schonaw erwähnt, gehörte das Waldhufendorf 1378 zum castrum Tharandt. Die Grundherrschaft über den Ort lag zwischen 1551 und 1764 beim Rittergut Krummenhennersdorf. Das Erbgericht Niederschöna wird 1447 erwähnt, als der Freiberger Rat sich gegen das seiner Meinung nach unberechtigtes Brauen und Mälzen der Niederschönaer Erbrichter wandte. Es befand sich in des Dorfes Mitte, war zugleich ein starker Gasthof und besaß einen kleinen Steinbruch. Durch den Hof des Erbgerichts führte die Chaussee, ein bis ins 19. Jahrhundert von Freiberg nach Dresden auf der Spur eines älteren Hufenweges folgender Fahrweg, der als Poststraße diente.
Seit Ortsgründung wird das Dorf durch die Landwirtschaft geprägt. Etliche Bauernhöfe und Häuser sind noch in Fachwerkbauweise vorhanden. Neben der Landwirtschaft war der Bergbau in früherer Zeit eine bedeutende Erwerbsquelle. Die 1704 entstandene Grube König-August-Erbstolln war das bedeutendste Bergbauunternehmen Niederschönas. Ein Höhepunkt im Bestehen dieser Grube war der Besuch des russischen Zaren Peter I. im Jahr 1711. Der Grubenbetrieb wurde 1715 wegen Unbauwürdigkeit der Erzgänge auf der Falkenberger Talseite weiter betrieben.
Niederschöna und die auf seiner Flur entstandenen Orte Hetzdorf, Wüsthetzdorf und Hutha bildeten bis 1836 eine südliche Exklave des kursächsischen bzw. königlich-sächsischen Kreisamts Meißen. Ab 1836 gehörten die vier Orte kurzzeitig zum Kreisamt Freiberg. 1856 wurde Niederschöna dem Gerichtsamt Freiberg und nach Trennung von Justiz und Verwaltung 1875 der Amtshauptmannschaft Freiberg angegliedert.
Zwischen 1923 und 1971 besaß der Ort einen Haltepunkt an der Schmalspurbahn Klingenberg-Colmnitz–Oberdittmannsdorf. An die Kleinbahnlinie, heute Wander- und Radweg, erinnern Wasserhaus, Wasserkran und ein Güterwaggon. In Niederschöna arbeiteten einst zwei Mühlen, die „Obermühle“ bis etwa 1890 und die „Niedere Mühle“ bis etwa 1975. Die Landwirtschaftliche Produktionsgenossenschaft (LPG) „Otto Buchwitz“ Niederschöna wurde 1952 gegründet. Aus dieser ist die Agrargenossenschaft Niederschöna e.G. mit den Bereichen Pflanzenproduktion, Tierproduktion und der im Dezember 2002 in Betrieb genommenen Biogasanlage hervorgegangen. Die Biogasanlage erzeugt 330 Kilowatt elektrische Leistung und hat einen Gasspeicher von 900 Kubikmeter. Einsatzstoffe sind Gülle und Silomais.
Am 1. Juli 1950 wurde Oberschaar mit seinem Gemeindeteil Haida nach Niederschöna eingemeindet. Ab 25. Juli 1952 gehörte die Gemeinde Niederschöna zum Kreis Freiberg im Bezirk Chemnitz (1953 in Bezirk Karl-Marx-Stadt umbenannt), der ab 1990 als sächsischer Landkreis Freiberg fortgeführt wurde und 2008 im Landkreis Mittelsachsen aufging. Am 1. März 1994 erfolgte der Zusammenschluss mit Hetzdorf zur Landgemeinde Niederschöna im Landkreis Freiberg.
Zum 1. Januar 2006 erfolgte die Eingemeindung nach Halsbrücke, weil die Gemeinde Niederschöna mit 8,2 Millionen Euro verschuldet und nicht mehr handlungsfähig war.
Die zur Grundschule umgebaute ehemalige Mittelschule wurde am 7. August 2009 eingeweiht. Das Schulgebäude stammt aus dem Jahre 1888.
Die alte Schule, 1819 errichtet (heute Wohnhaus), mit der Kirche und dem Pfarrgehöft, stellen ein wirkungsvolles Bauensemble dar.
Die im November 2011 fertiggestellte OPAL-Pipeline verläuft von der Anlandung bei Lubmin bis nach Olbernhau im Erzgebirge. Im Abschnittsbereich Niederschöna befand sich 2009/2010 das Rohrlager. Hier war auch eine Biegemaschine im Einsatz, mit der die Rohrstücke dem hügeligen Gelände angepasst wurden.

### Entwicklung der Einwohnerzahl
1551: 52 besessene Mann und 109 Inwohner
1764: 35 besessene Mann, 23 Gärtner, 22 Häusler auf 31 Hufen je 16–18 Scheffel.
Stand jeweils 31. Dezember:
| 1834 bis 1946 - 1834: 818 - 1871: 1027 - 1890: 999 - 1910: 953 - 1925: 926 - 1939: 879 - 1946: 1167 | 1950 bis 2004 - 1950: 1525 - 1964: 1367 - 1990: 1140 - 1998: 2103 - 2000: 2105 - 2002: 2137 - 2004: 2073 |

### Eingemeindungen
| Ehemalige Gemeinde     | Datum      | Anmerkung                       |
| ---------------------- | ---------- | ------------------------------- |
| Erlicht                | vor 1875   | Eingemeindung nach Herrndorf    |
| Herrndorf              | 01.04.1948 | Eingemeindung nach Hetzdorf     |
| Hetzdorf               | 01.03.1994 | Eingemeindung nach Niederschöna |
| Hutha                  | vor 1875   | Eingemeindung nach Herrndorf    |
| Niederschöna           | 01.01.2006 | Eingemeindung nach Halsbrücke   |
| Oberschaar (mit Haida) | 01.07.1950 | Eingemeindung nach Niederschöna |
| Oberschaar, Gutsbezirk | um 1922    | Eingemeindung nach Oberschaar   |
| Wüsthetzdorf           | 01.01.1887 | Eingemeindung nach Hetzdorf     |

## Bauwerke

### Kirche Niederschöna
Die heutige barocke Gestalt der Kirche Niederschöna mit Dachreiter und flachgedecktem Rechtecksaal mit doppelten Emporen entspricht dem Umbau von 1716. Zur älteren Bausubstanz, um 1600 datiert, gehören die gefasten Rundbogentürgewände im Chorbereich. Der große Taufstein zeigt eine spätgotische Ornamentik. Besonders ist die einmanualige Orgel des sächsischen Orgelbaumeisters Gottfried Silbermann aus dem Jahre 1716 hervorzuheben.

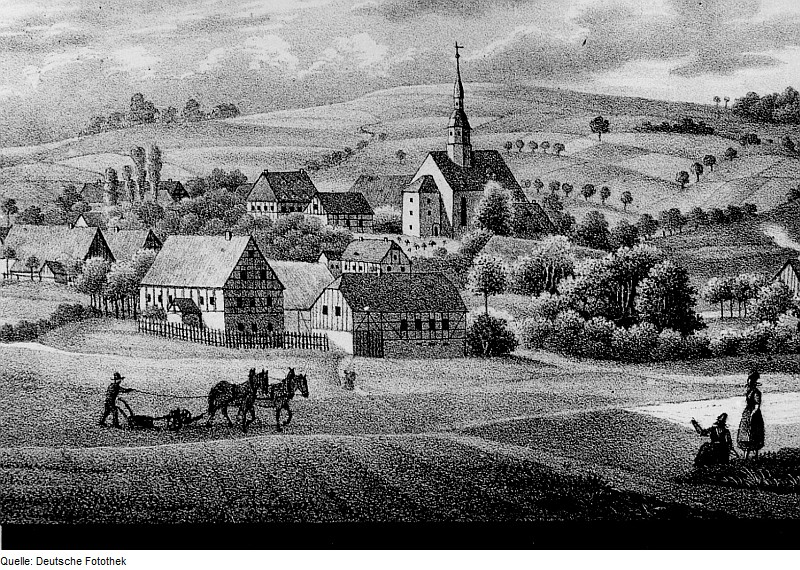
Kirche zu Niederschöna (aus Sachsens Kirchengalerie 1838)
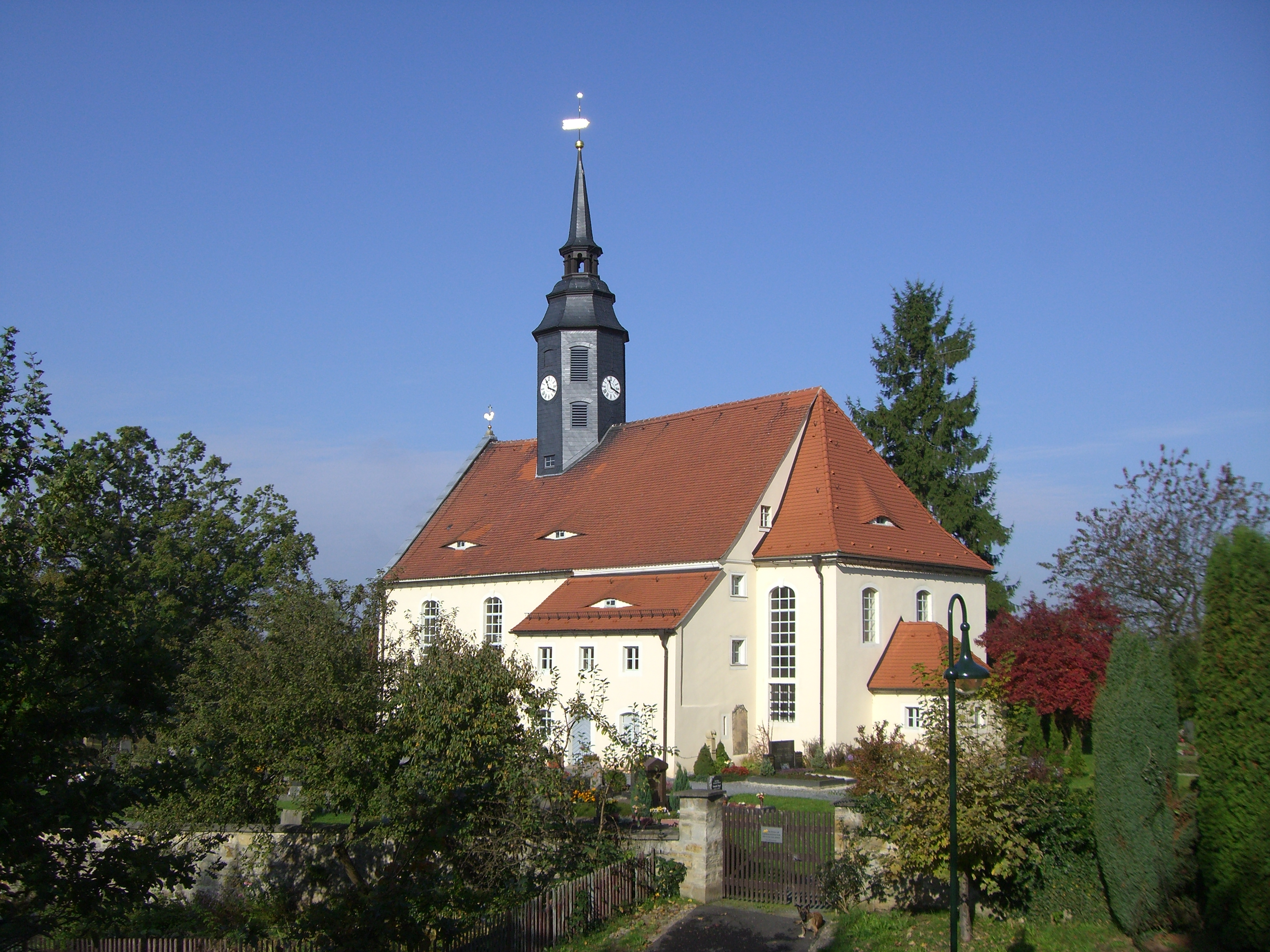
Sankt-Annen-Kirche Niederschöna
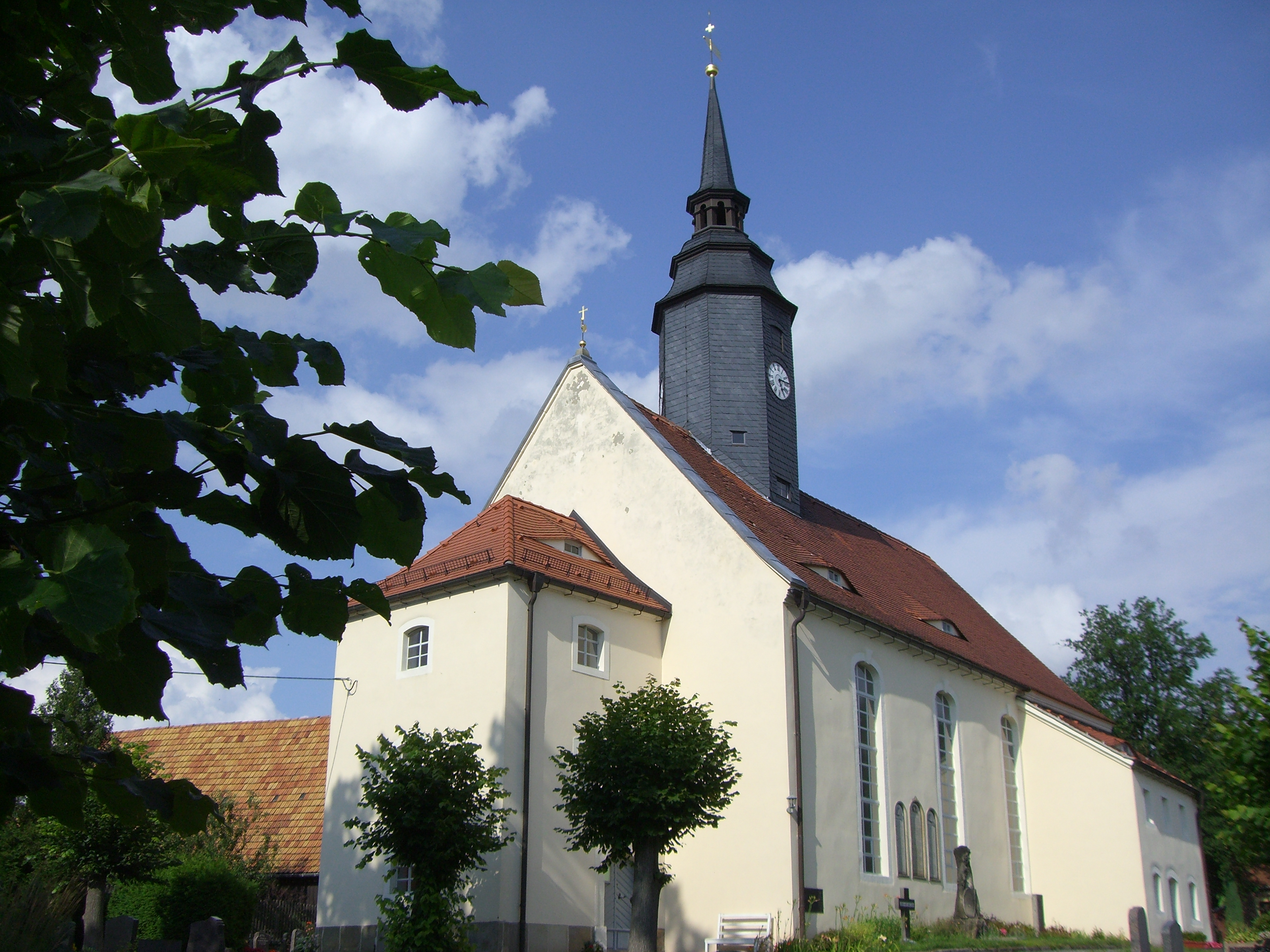
Ansicht Südwest
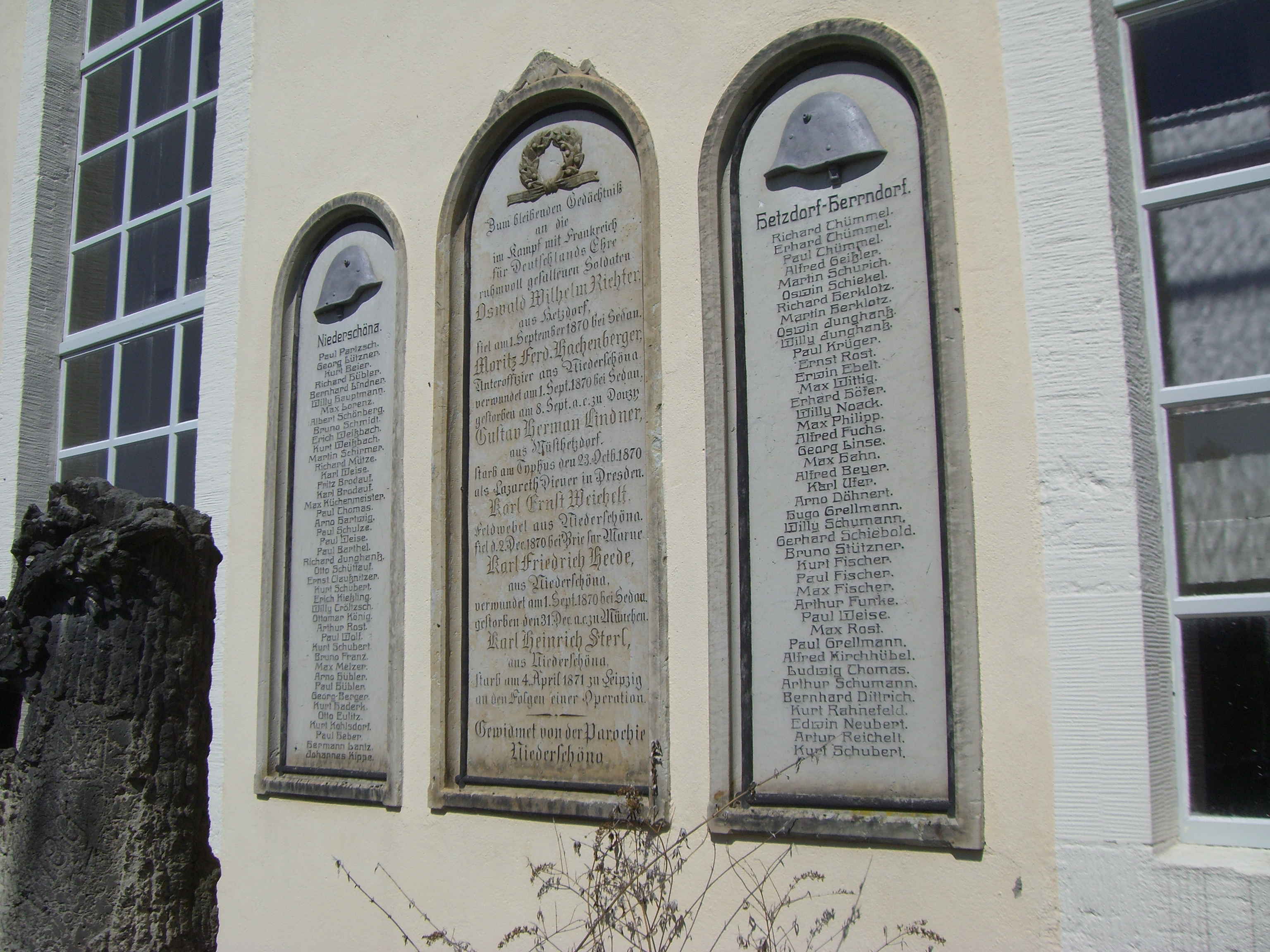
Gedenktafeln für die Toten des Deutsch-Französischen Krieges und des Ersten Weltkrieges
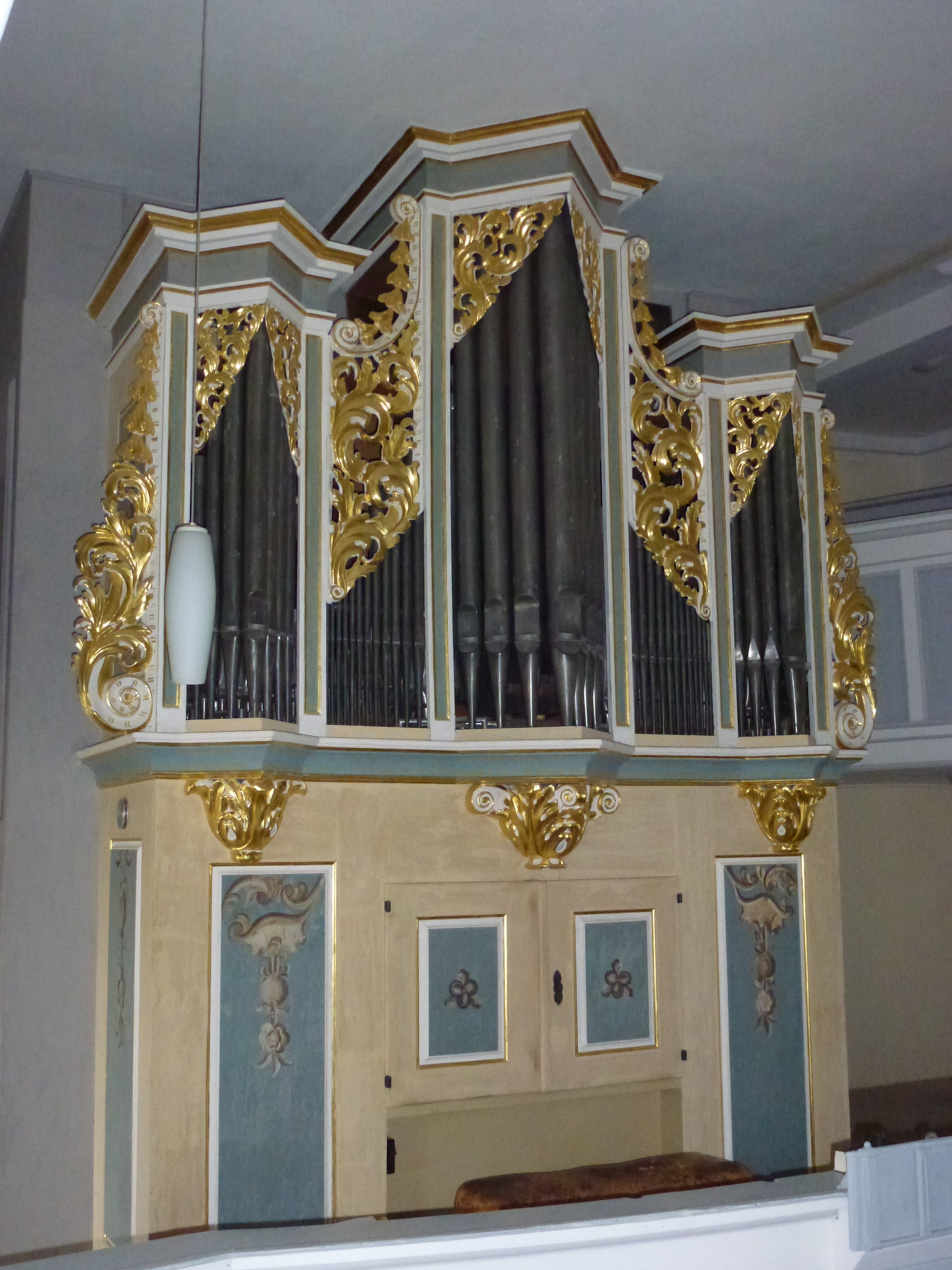
Silbermann-Orgel von 1716
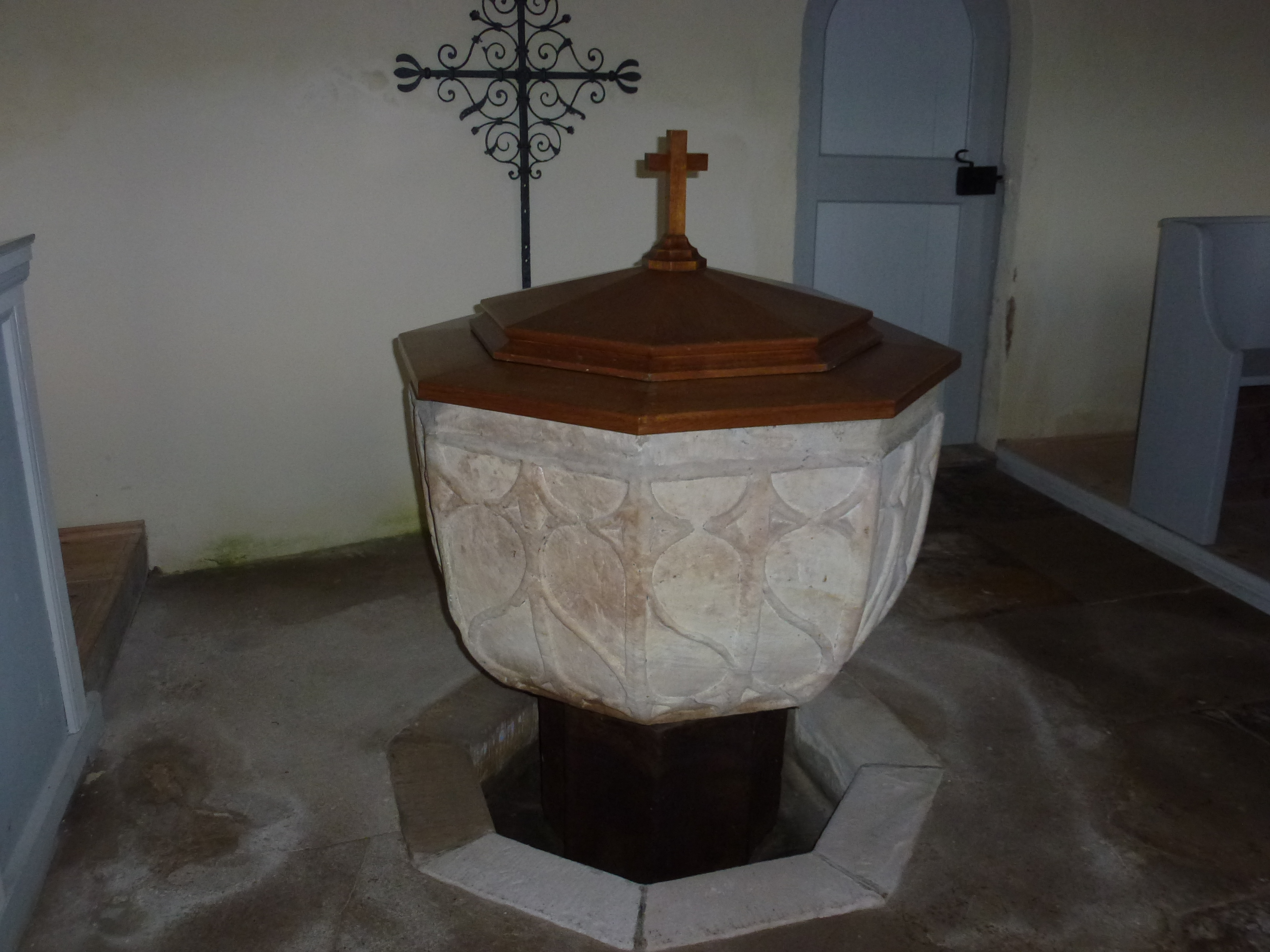
Taufbecken mit spätgotischer Ornamentik

### Niederschönaer Sandstein

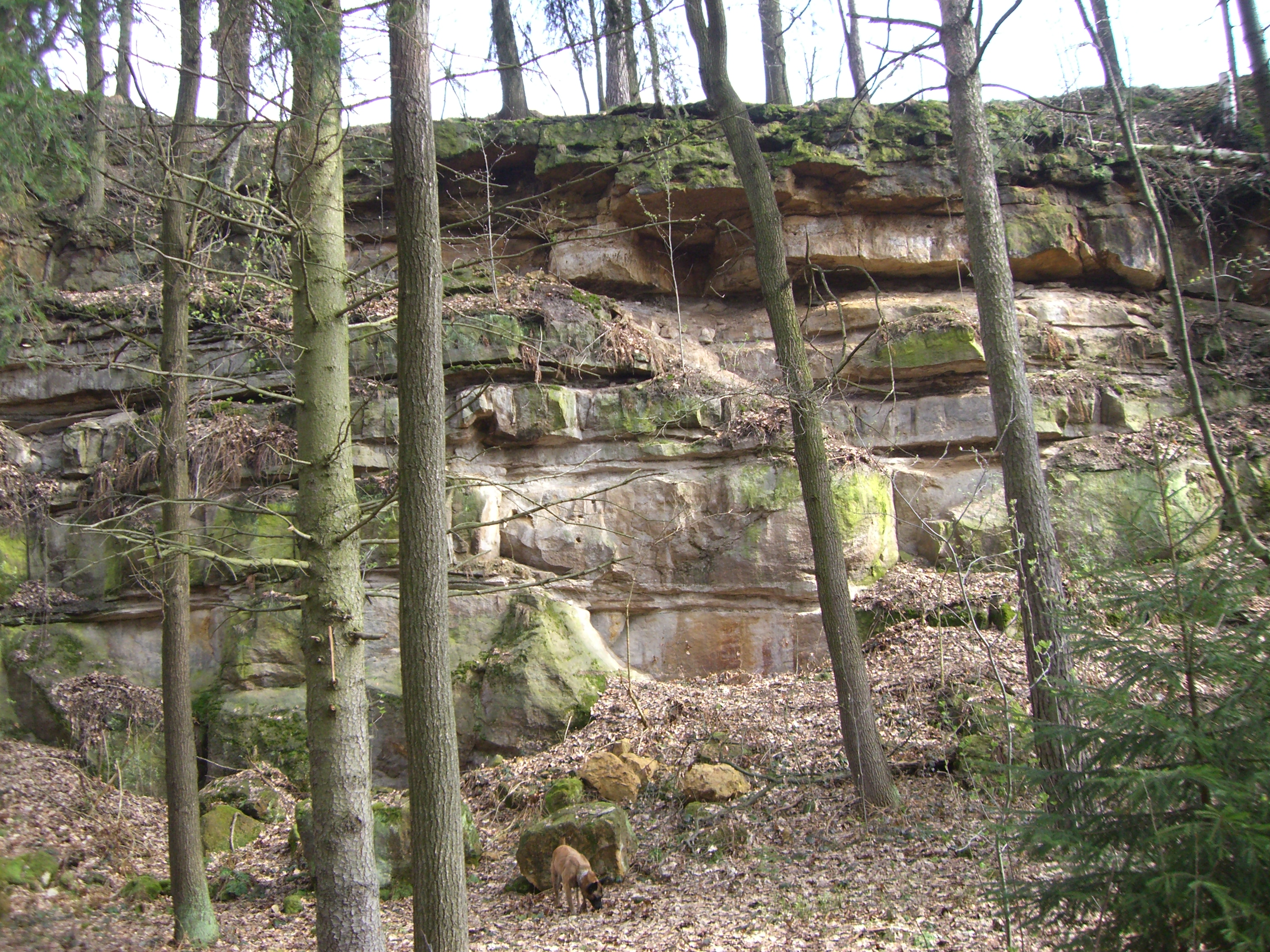
Ehemaliger Sandsteinbruch am Forsthaus

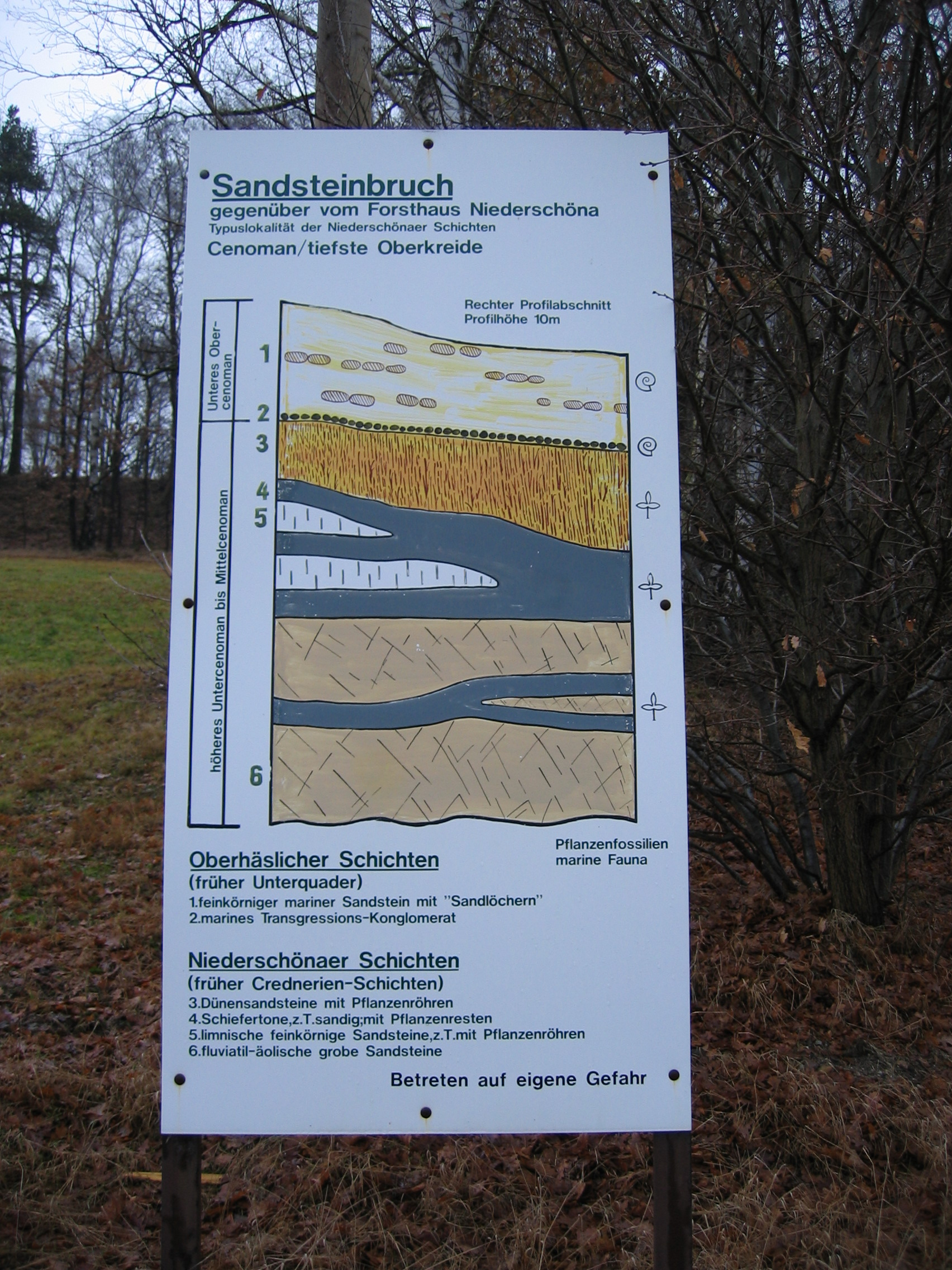
Tafel am ehemaligen Sandsteinbruch

Von großer wirtschaftlicher Bedeutung für die Einwohner Niederschönaus war der Abbau von Sandstein in mehreren Steinbrüchen auf dem Gemeindegebiet und im Tharandter Wald. Aus dem Niederschönaer Sandstein wurden viele Architekturteile für Gebäude im Raum Freiberg hergestellt. Kursächsische Postmeilensäulen, insbesondere die Wappenteile der Distanzsäulen, im Erzgebirge bestehen ebenfalls oft aus diesem Gestein. Im Jahre 1915 wurde der Betrieb eingestellt.
Von den zahlreichen ehemaligen Sandsteinbrüchen in und bei Niederschöna ist der am Forsthaus gelegene am besten erhalten. Die Funde prähistorischer Pflanzen in den Tonsteinlagen der nach dieser Typlokalität benannten Niederschönaer Schichten (modern Niederschöna-Formation) sind durch Hanns Bruno Geinitz in die Geologiegeschichte eingegangenen und haben auf geowissenschaftlichem Gebiet internationale Beachtung erlangt. Hier liegen Sandstein, Tonstein sowie Schluffstein und an der Schichtenbasis paläogeographische Flussschotter in Wechsellagerung übereinander. Die Schotter sind Relikte eines prähistorischen Flusslaufes. Einzelne Sandsteinschichten dieser Sedimentabfolge wurden von Häntzschel (1934) als Dünensandstein erklärt. Obere Schichten sind jedoch schon marinen Ursprungs (Glaukonitgehalte, Kriechspuren von Lebewesen), weisen ein marines Basalkonglomerat auf und in den darüber liegenden Schichten der Oberhäslich-Formation sowie der Dölzschen-Formation befindet sich kompakter Sandstein als Meeresablagerung. Es wird auf Grund dieser Merkmale eine spätere Flussmündung angenommen, die sich bis zur küstennahen Flachmeerzone entwickelte. Schwankendes Vordringen des Meeres und eben solches Zurückweichen im Zusammenspiel mit einem prähistorischen welligen Gelände hinterließen einen komplizierten Schichtenaufbau in der Sedimentabfolge zwischen Grillenburg und Niederschöna. Für das Verständnis paläogeographischer Zusammenhänge kreidezeitlicher Ablagerungen im Raum Dresden sind diese geologischen Aufschlüsse und spätere Forschungsbohrungen innerhalb der Wissenschaftsgeschichte Sachsens von herausgehobener Bedeutung.

### Ehemaliges Freigut Niederschöna
Das Herrenhaus (Wiesenweg 7) des früheren Freigutes Niederschöna, wurde 1910 umgebaut und 1946 in ein Kurheim für Tbk-Kranke umfunktioniert. Etwa ab Ende der 1960er Jahre wurde es als Pflegeheim für ältere Bürger genutzt. Gegenwärtig sind nur noch die Anbauten des einst stattlichen Herrenhauses vorhanden.
Ein geschichtlicher Abriss des Freigutes Niederschöna ist durch die nachfolgende Nennung der früheren Besitzer des Gutes ab 1600 gegeben.
Erste sichtbare Spuren des Anwesens sind in einer Karte des Markscheiders Oeder um 1580 zu finden:
„Hans Heinrich von Schönbergks gutt“ – neben einen „Gerichtshof“ (dem Erbgericht), zwei Mühlen und „Hans Heinrich v. Schönbergs holtz“, einem Wald, der mehr als 100 Jahre später gerodet und die Dorfflur eines großen Teils von Hetzdorf bildet. Anhand der im Kreisarchiv Freiberg vorhandenen Kaufbücher und der Tauf-, Trau- und Totenregister der Kirche Niederschöna sind folgende Besitzer des Freigutes nachweisbar:
| - 1600: Hans Heinrich von Schönberg - 1603–1609: Heinrich von Lindenau - 1610–1616: Witwe Katarina von Lindenau - 1617–1619: Hauboldt von Schönberg - 1619: Hans Düppoltt von Gremsig - 1622–1624: Caspar Rudolph von Schönberg - 1627–1638: Sigmund von Maltitz - 1646, 1653: Ernst Dittrich von Schönfeld - 1660: Barbara von Schönfeld - 1677: Adam Dieterich von Hartitzsch - 1680, 1684: Dorothea von Hartitzsch - 1702, 1704: Hans Haubold von Liebenau - 1709–1727: Hannibal Johann von Schmertzing - 1727–1742: Witwe des Herrn von Schmertzing - 1742–1753: August Philipp von Mergenthal (auch Rittergut Naundorf) - 1753–1792: Justus Israel Kretschmar | - 1792–1810: Witwe Kretschmars - 1810–1841: Benjamin Friedrich Albert (neuer Ehemann von Kretschmars Witwe) - 1841–1863: Carl Friedrich Albert - 1863–1870: Johann August Heincke (1866 totaler Umbau des Freigutgebäudes) - 1870: Arthur August Max von Oetzen - 1875, 1878: Wilhelm Pfefferkorn - 1880: Oscar Julius Kunath (1882 wurde aus „Freigutbesitzer“ „Rittergutbesitzer“) - 1884: Georg Erdmann Alexander Jesnitzer - 1887: Bruno Lantz - 1902–1919: Franz Friedrich Schatz (umfangreicher Umbau des Freigutgebäudes) - 1919–1923: Karl Hellmuth Kohlschmidt - 1924: Reichsbahn-Arbeiterpensionskasse III Dresden (Einrichtung eines Kinderheims) - 1937: Familien Fritsche und Conrad (Aufteilung des Rittergutlandes) - 1960, 1969: LPG (Übernahme der Landwirtschaft und später der Viehwirtschaft) - 1991: Agrargenossenschaft Niederschöna |

#### Zur Geschichte des Herrenhauses (Wiesenweg 7)
- 1934–1937: Die Gemeinde Niederschöna übernimmt das Gebäude des Kinderheims zur Errichtung eines Arbeitsdienstlagers
- 1937–1945: Kinderheim der „Deutschen Kinderschar“ mit dem Namen „Hans-Schemm-Heim“
- 1945–1946: Lazarett für Kriegsverwundete
- 1945–1946: Pestalozziheim zur Ausbildung von Neulehrern
- 1947–1964: Tbc-Kurheim, Schließung wegen Rückgang der Tuberkulose
- 1967–1994: Pflegeheim
- 2002: Abriss der ehemaligen Rittergutsgebäude
- 2006: Verkauf des Heimgebäudes an Privathand

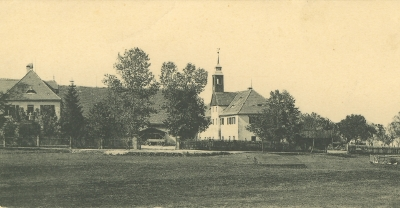
Herrenhaus Niederschöna, Ansichtskarte um 1910
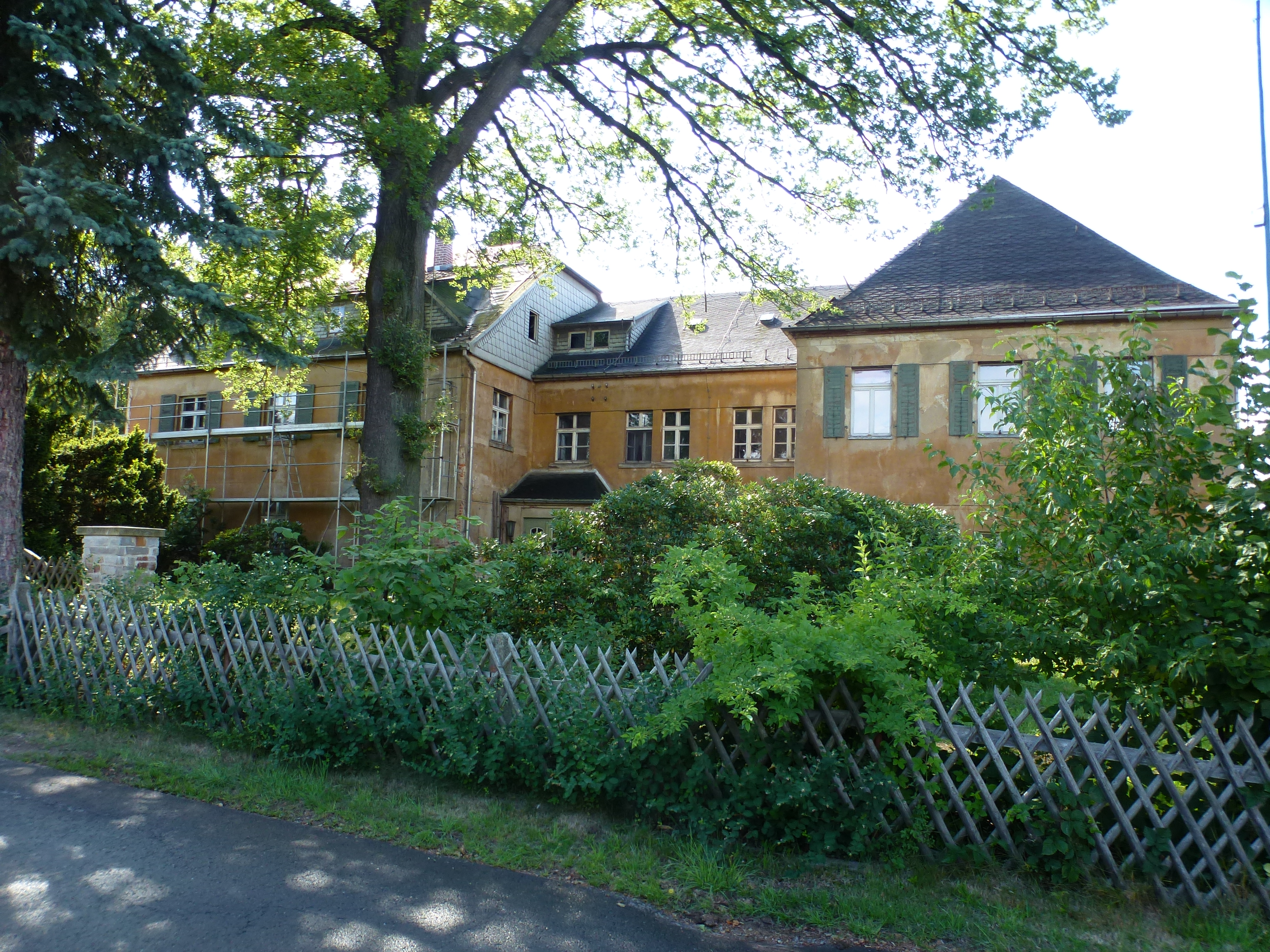
Herrenhausanbau, Straßenseite
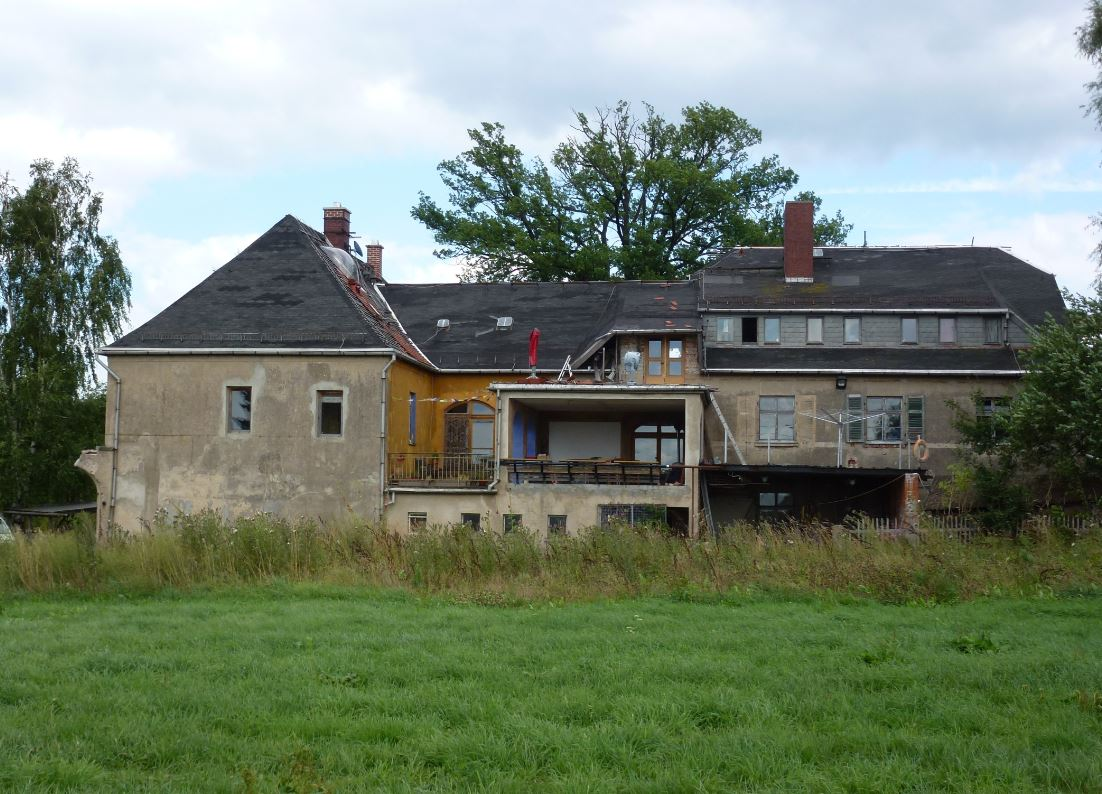
Der Anbau, Westseite, links Übergangsrest zum ehemaligen Herrenhaus
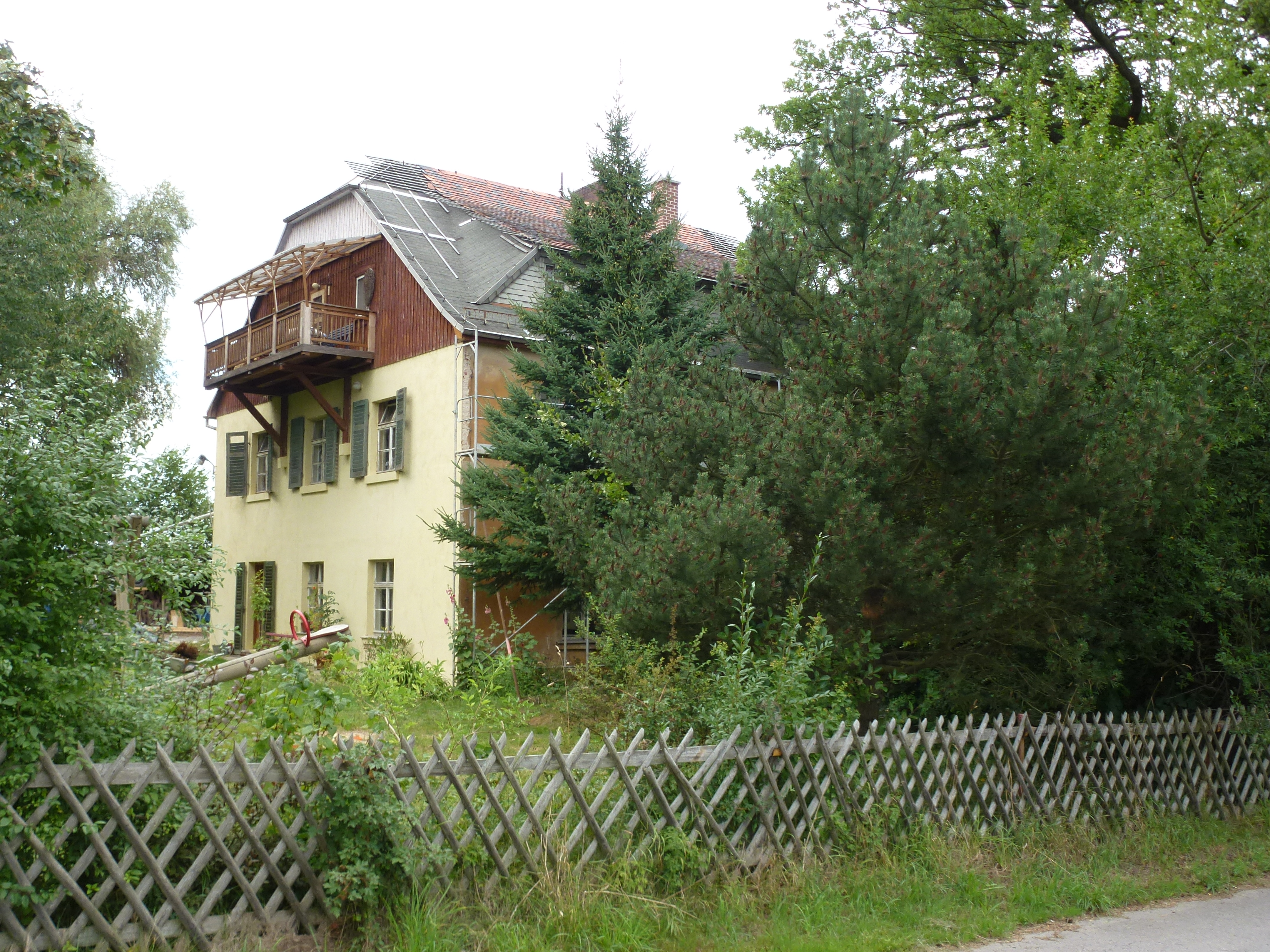
Anbaugebäudeteil, bis 1964 Tbc-Kurheim

### Fliegerdenkmal

Albatros-Doppeldecker MZ 2/1912

An einem Wirtschaftsweg der Agrargenossenschaft neben der „Schumann-Linde“ erinnert ein 1913 errichtetes Fliegerdenkmal an den Absturz eines Militärflugzeuges vom Typ Albatros-Farman-Doppeldecker am 21. September 1912, wobei die beiden Offiziere den Tod fanden.
Die Trauerfeier für die beiden Flugzeuginsassen, Johannes Berger, 29 Jahre, Offizier beim Königlich-Sächsischen Infanterie-Regiment „Kronprinz“ Nr. 104 in Chemnitz und Curt Junghans, 36 Jahre Offizier beim Königlich-Sächsischen Infanterie-Regiment Nr. 134 in Plauen, fand in der Kirche Niederschöna am 22. September im Beisein der Angehörigen, der Regimentskameraden und vieler Einheimischer statt. Danach wurden die Verunglückten Piloten in ihre Heimatorte nach Dresden-Plauen und nach Gleisberg bei Roßwein überführt. Bei Bauer Schumanns Linde (Schumann-Linde) wurde zum bleibende Gedenken an die Verunglückten eine Gedenkstätte errichtet. Am 1. Juni 1913 fand die Weihe statt, bei der auch der sächsische Kronprinz Georg einen Kranz niederlegte. Auf einer ovalen Bronzeplatte an einer obeliskartigen Säule befinden sich die Namen der beiden Offiziere. Der 100. Jahrestag des Flugzeugabsturzes war Anlass, den Denkmalplatz mit maßgeblicher Beteiligung der Verwandten des Verunglückten Johannes Berger zu rekonstruieren. Zur Information wurde zusätzlich eine Granitsteinplatte mit zwei Fotos in den Denkmalplatz eingefügt.
Die geplante Veranstaltung zum 100. Jahrestag des Absturzes eines Flugzeuges auf Niederschönaer Flur musste wegen eines tragischen Ereignisses abgesagt werden. Am 17. September 2012, 100 Jahre nach dem Flugunfall, kam es erneut zu einem Absturz eines Flugzeuges nahe der damaligen Unfallstelle, wobei ein Freiberger Pilot, 22 Jahre alt, und sein Fluggast den Tod fanden. Das abgestürzte Flugzeug einer Freitaler Flugschule war ein Ultraleichtflugzeug des Typs „Storch 528“.

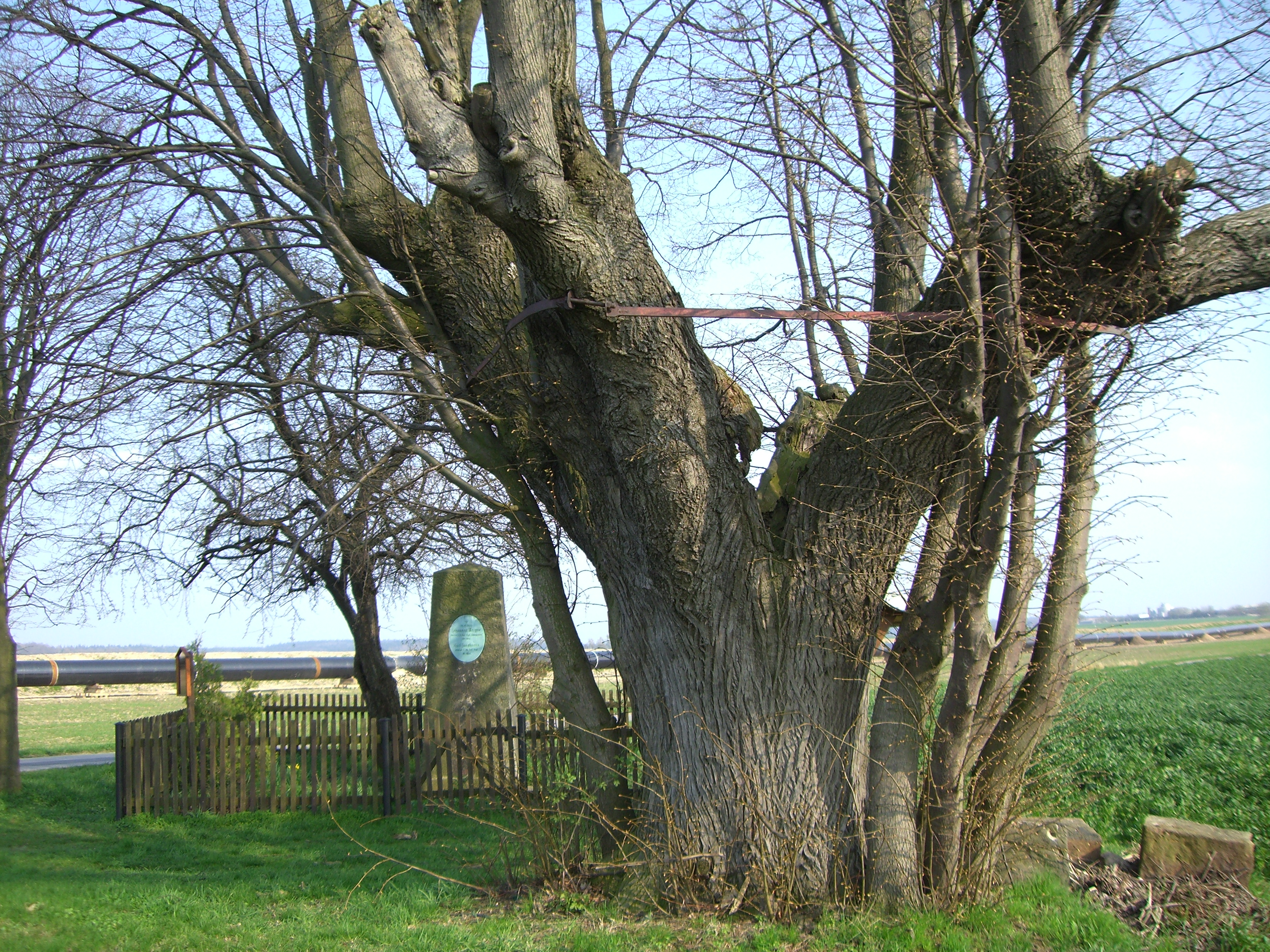
Schumann-Linde und Fliegerdenkmal, November 2010
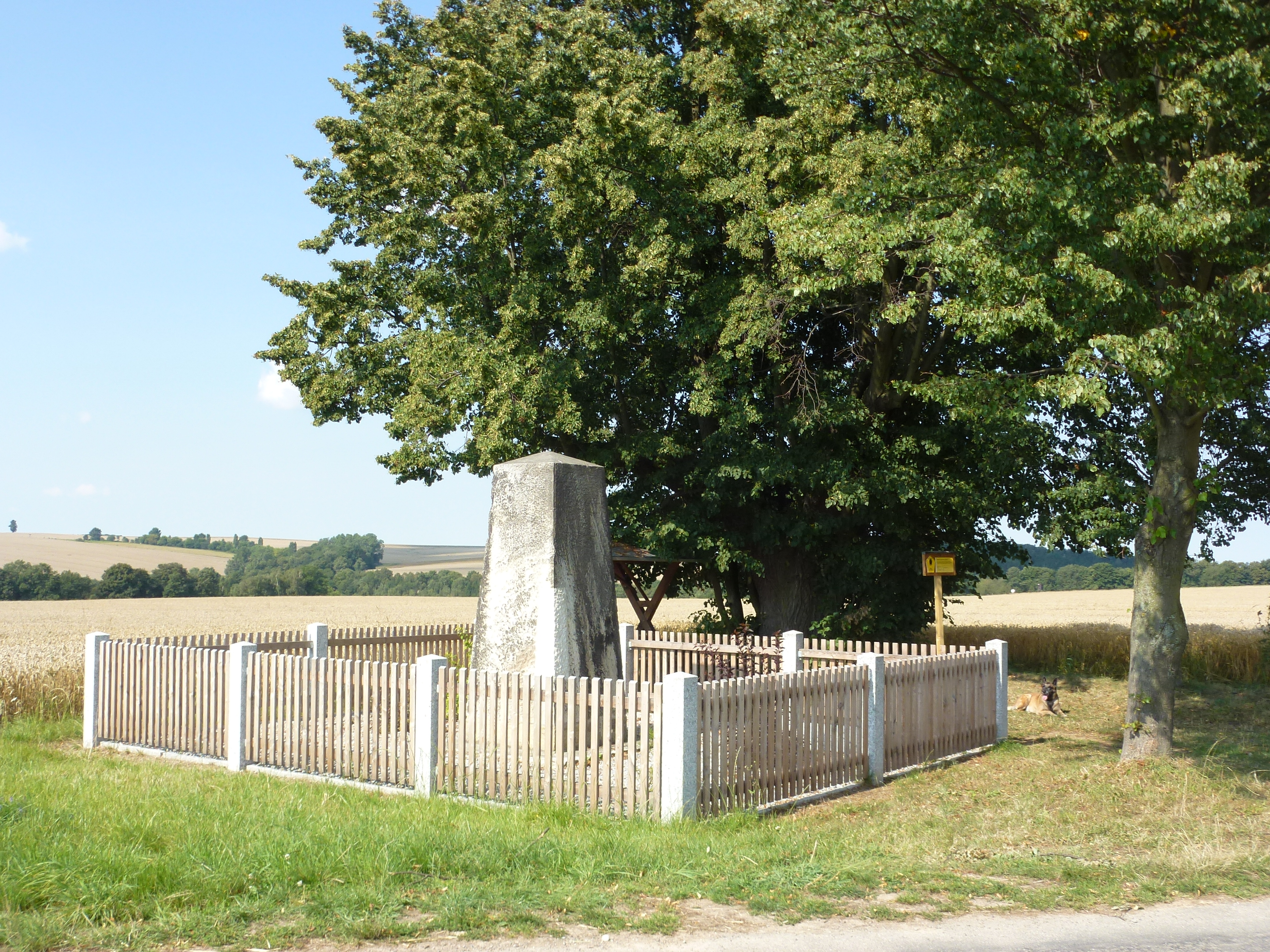
Fliegerdenkmal nach der Instandsetzung im August 2012
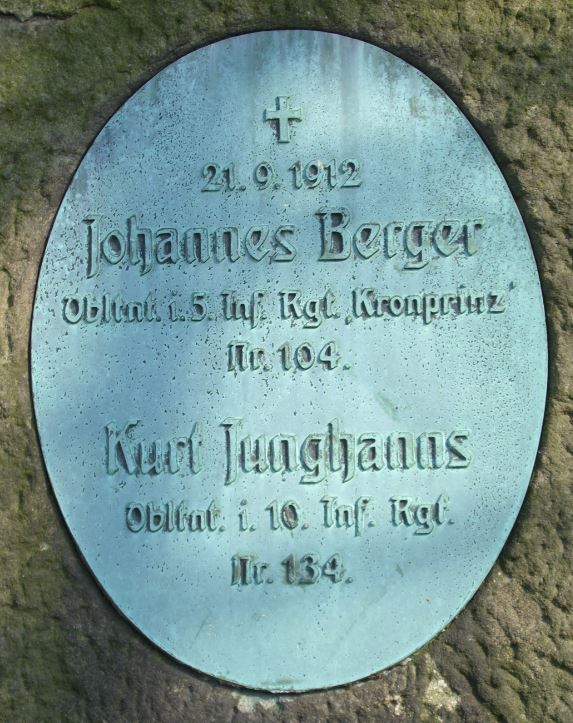
Bronzeplatte des Fliegerdenkmals
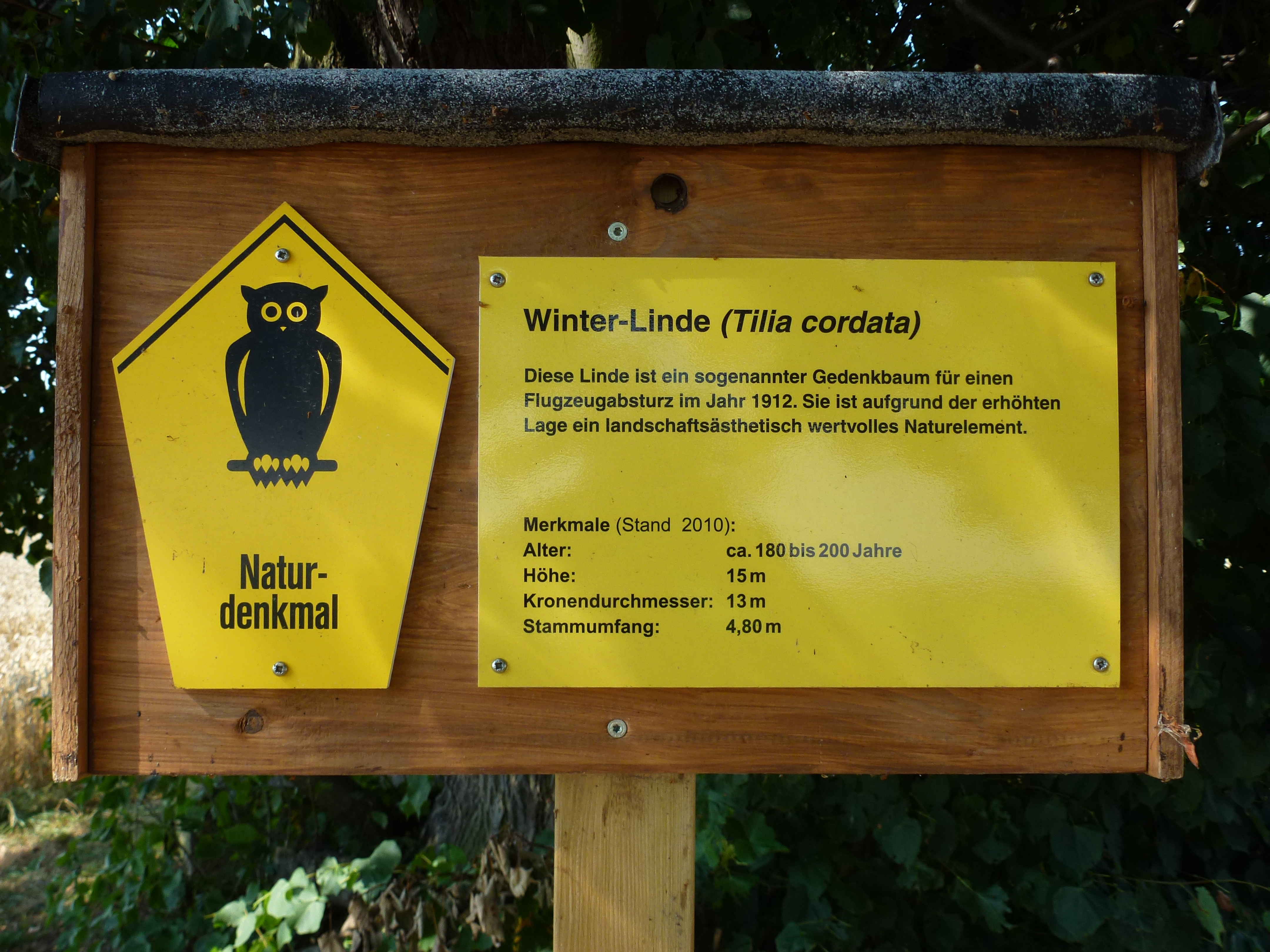
Beschilderung an der Schumann-Linde (Gedenkbaum)
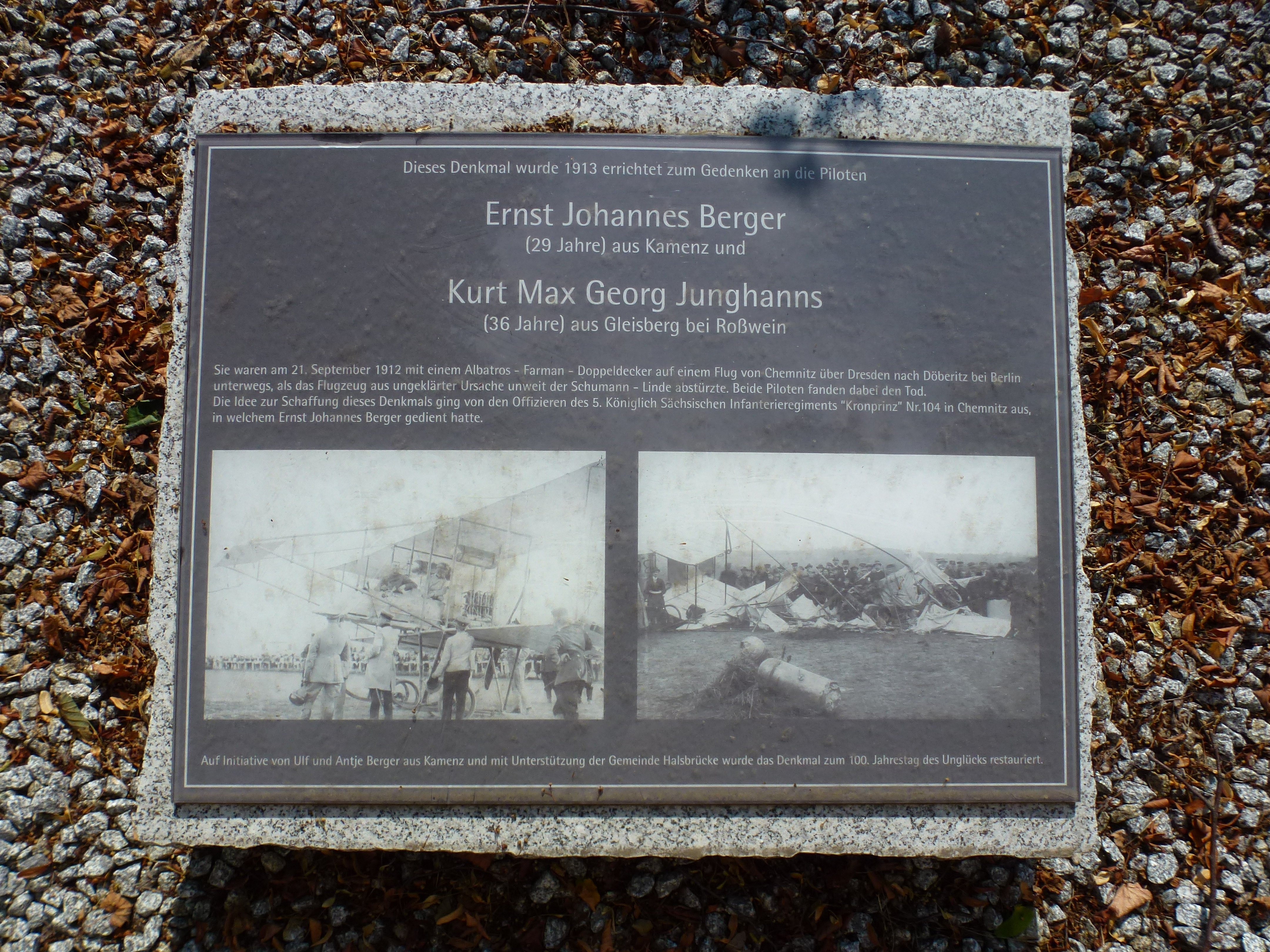
Steinplatte mit Fotos zum Flugzeugabsturz

### Steinkreuz von Niederschöna
In der Nähe der Kirche, am alten Friedhof unmittelbar vor der Pfarrhofscheune, befindet sich ein Sandsteinkreuz mit eingeritztem Schwert. Das Steinkreuz ist ein Sühne- oder Mordkreuz und gilt als das älteste Zeugnis der Anwesenheit von Menschen im heutigen Ortsgebiet (noch vor der Ortsgründung). Ein weiteres Steinkreuz befindet sich in einem Privatgrundstück auf dem „Krähenhübel“ nördlich des ehemaligen Sandsteinbruchs. Dieses Steinkreuz ist wie ein Malteserkreuz geformt und hat keine Einritzung. Es wurde auf einem Feldrain gefunden und soll früher auf einem Grab eines 1813 von Franzosen erschossenen Fleischermeister gestanden haben.

Bilder von Niederschöna
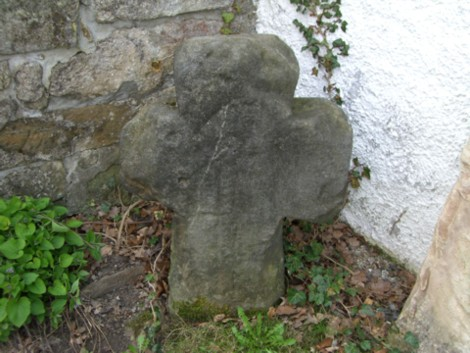
Sühnekreuz (Steinkreuz) am alten Friedhof
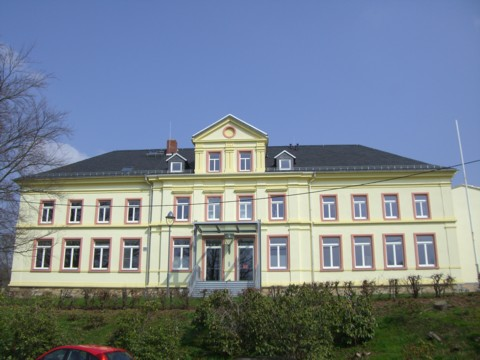
Schule, umgebaut 2009
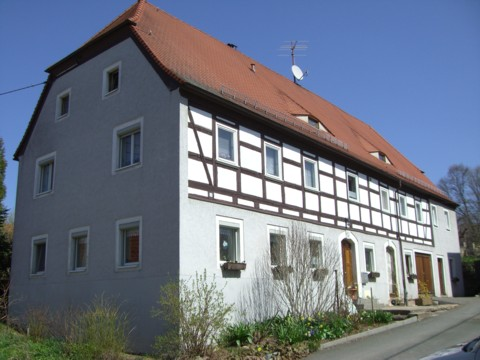
Alte Schule, erbaut 1819
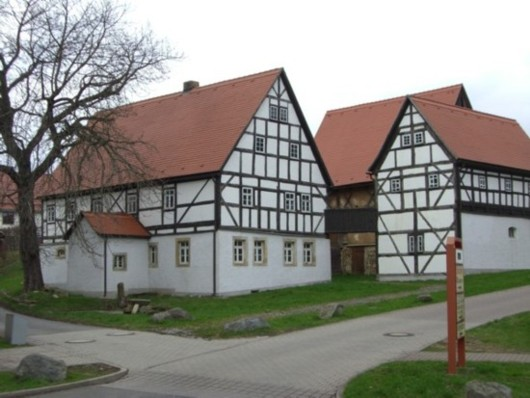
Vierseitenhof
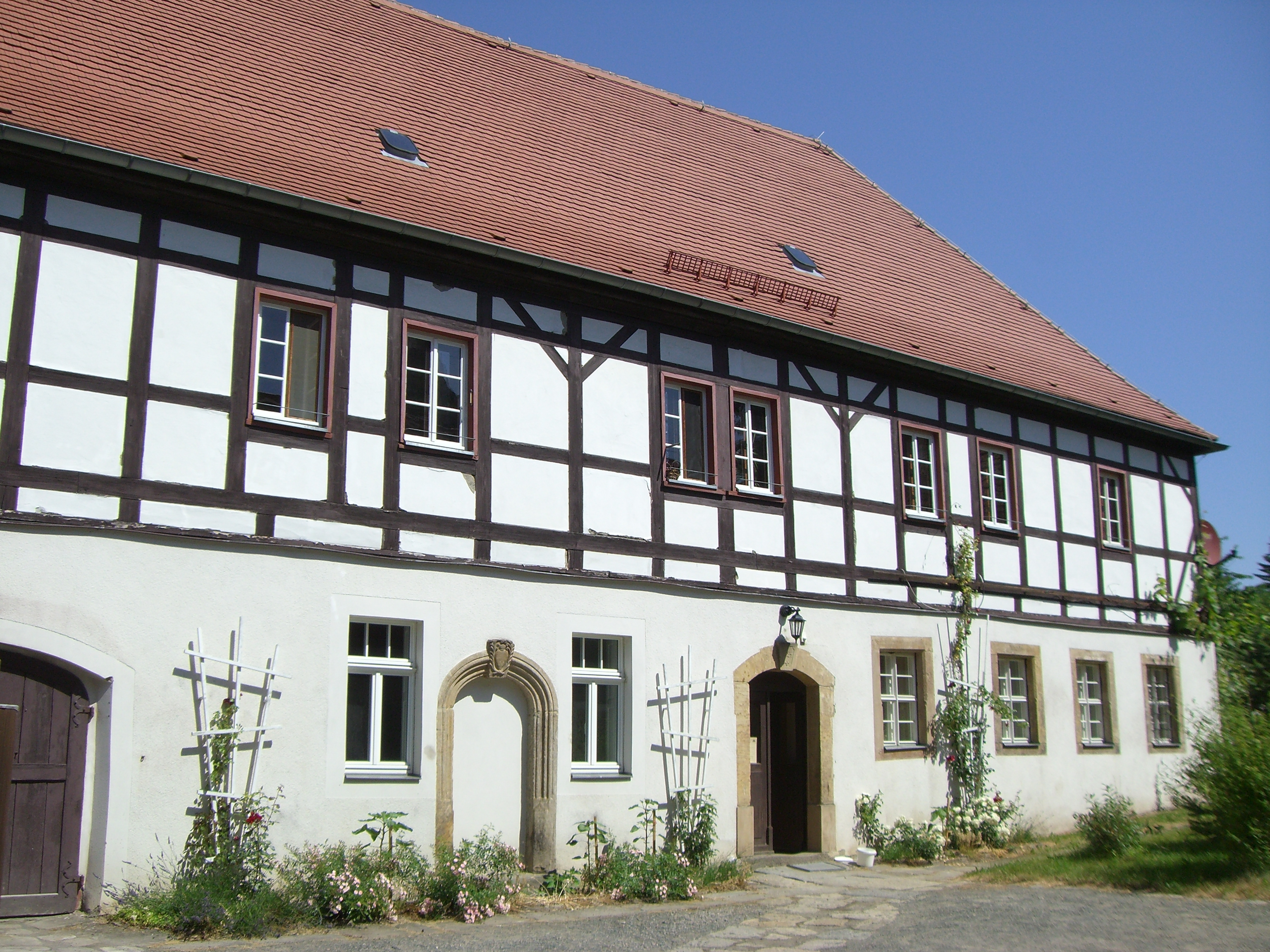
Pfarrhaus (bezeichnet 1824)
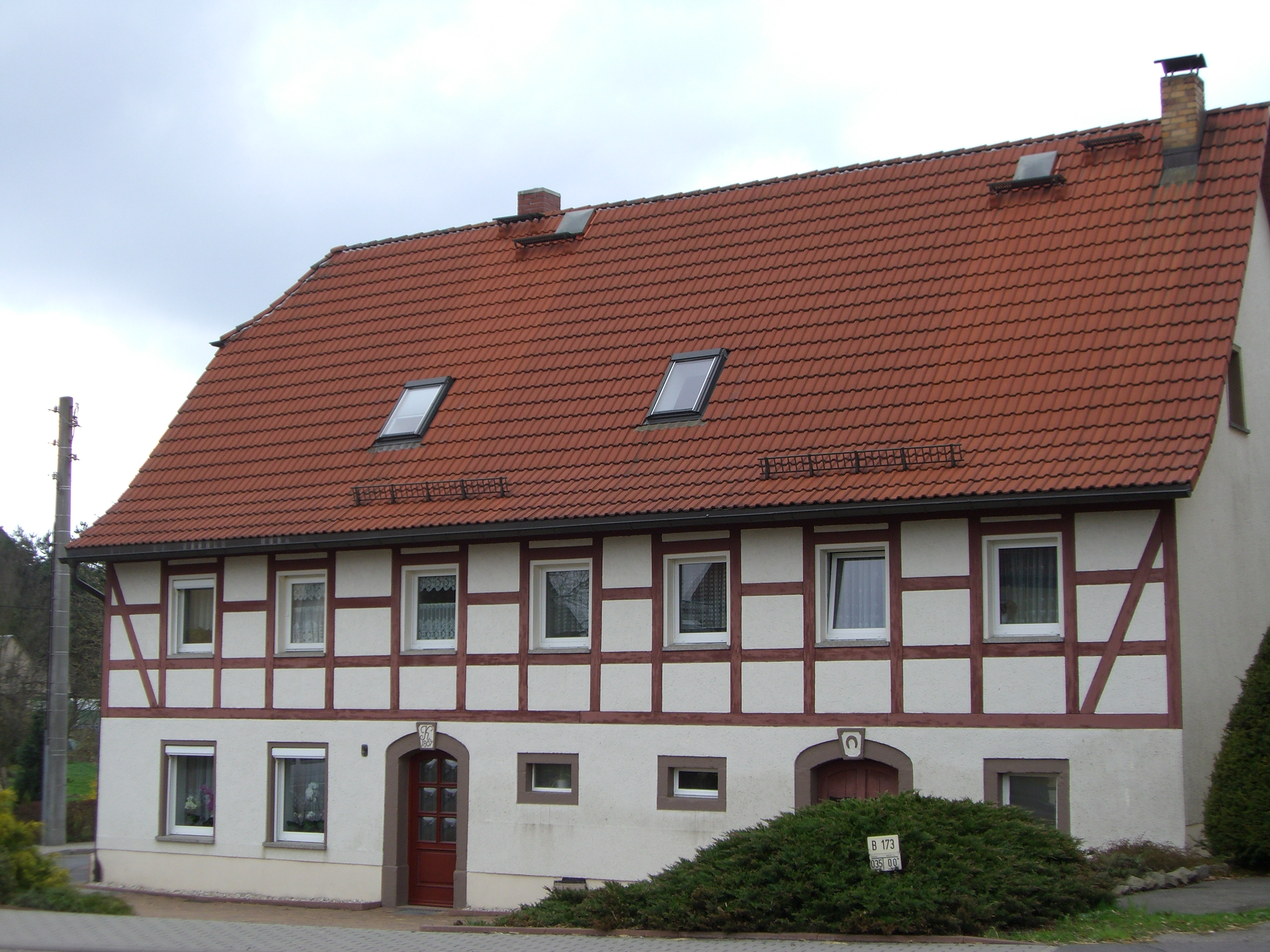
Ehemalige Schmiede, erbaut 1807
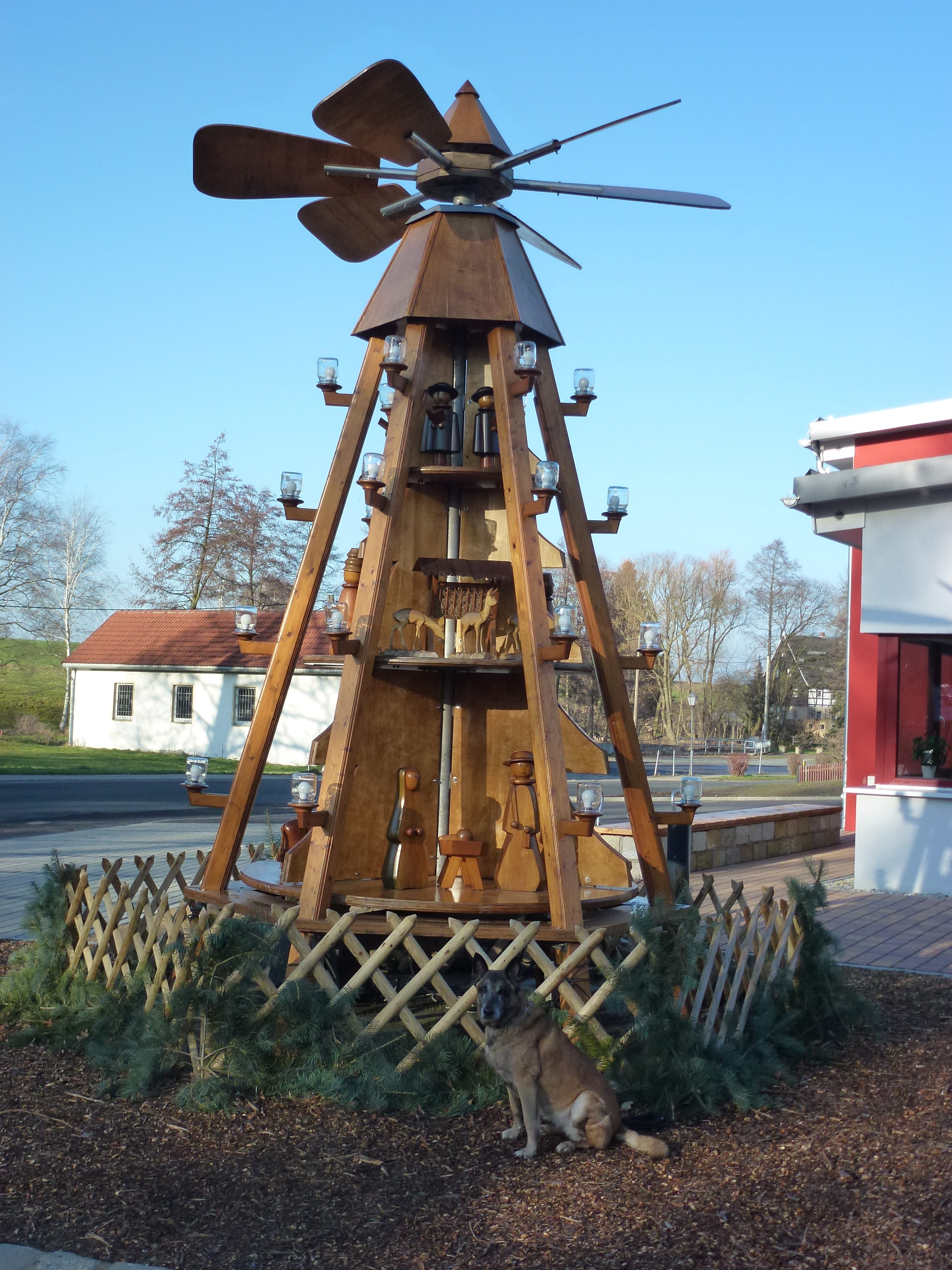
Ortspyramide
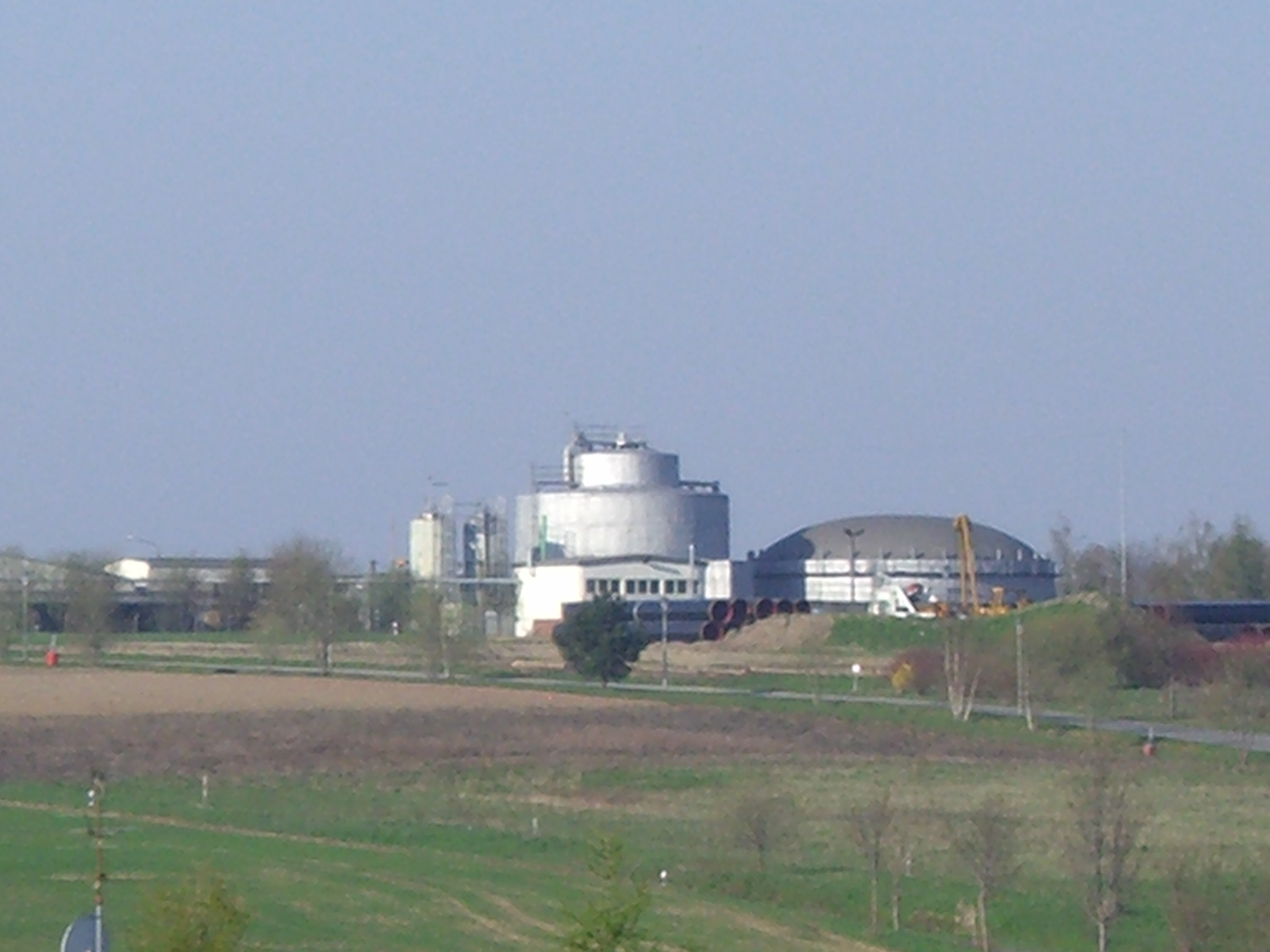
Biogasanlage